# Atlas of Peculiar Galaxies

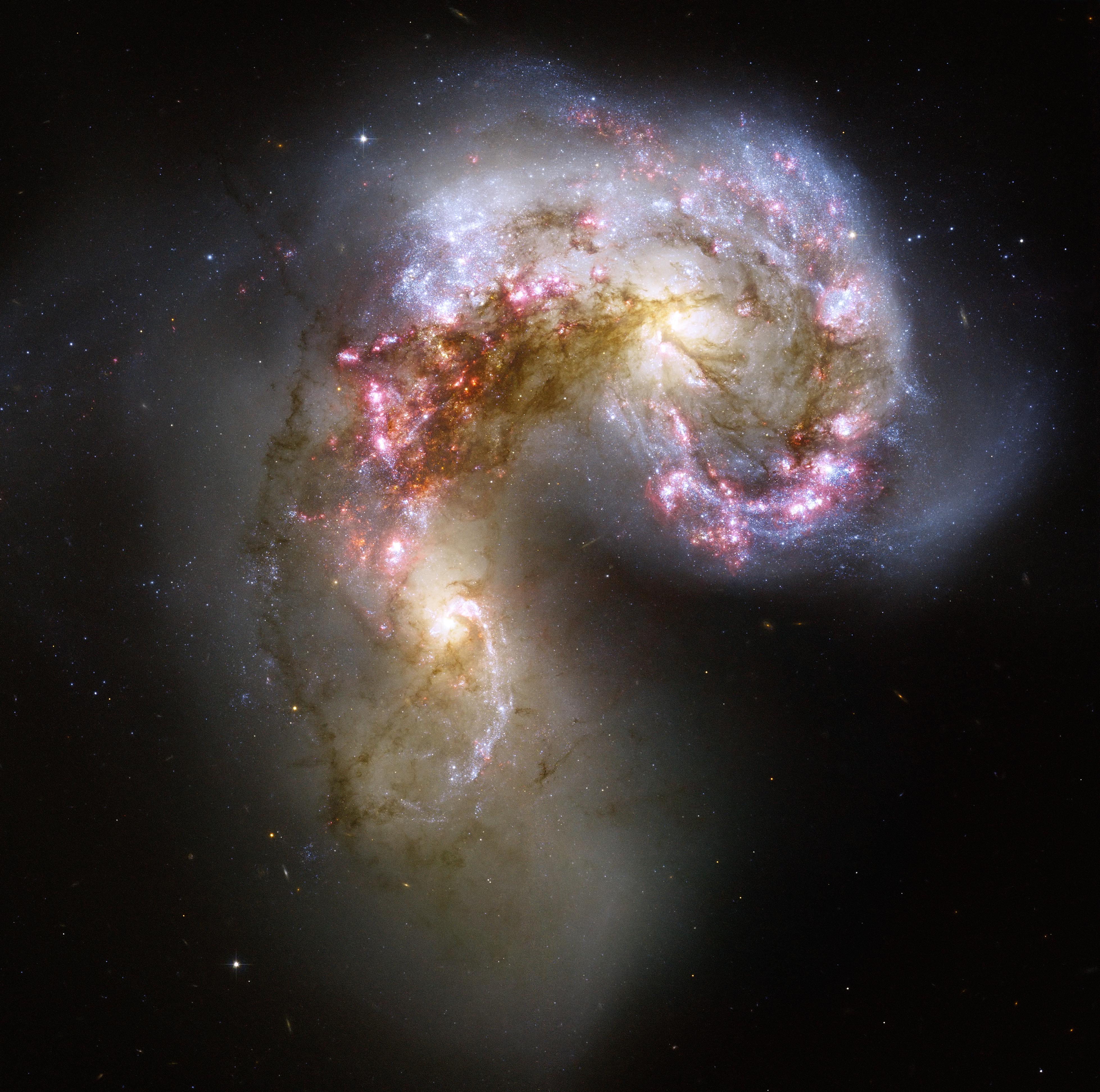
Le Galassie Antenne (Arp 244)

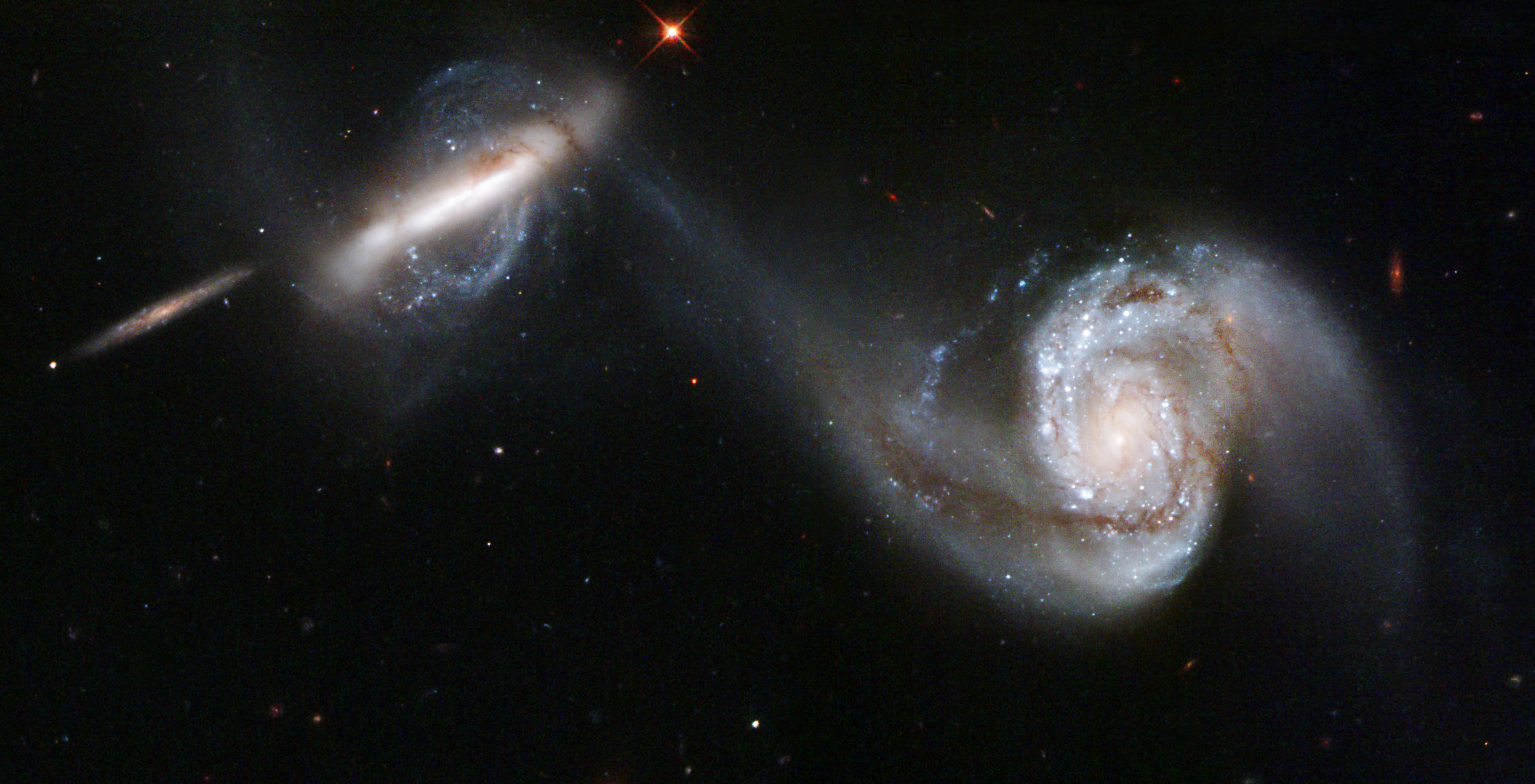
NGC 3808A e NGC 3808B (Arp 87), due galassie in collisione

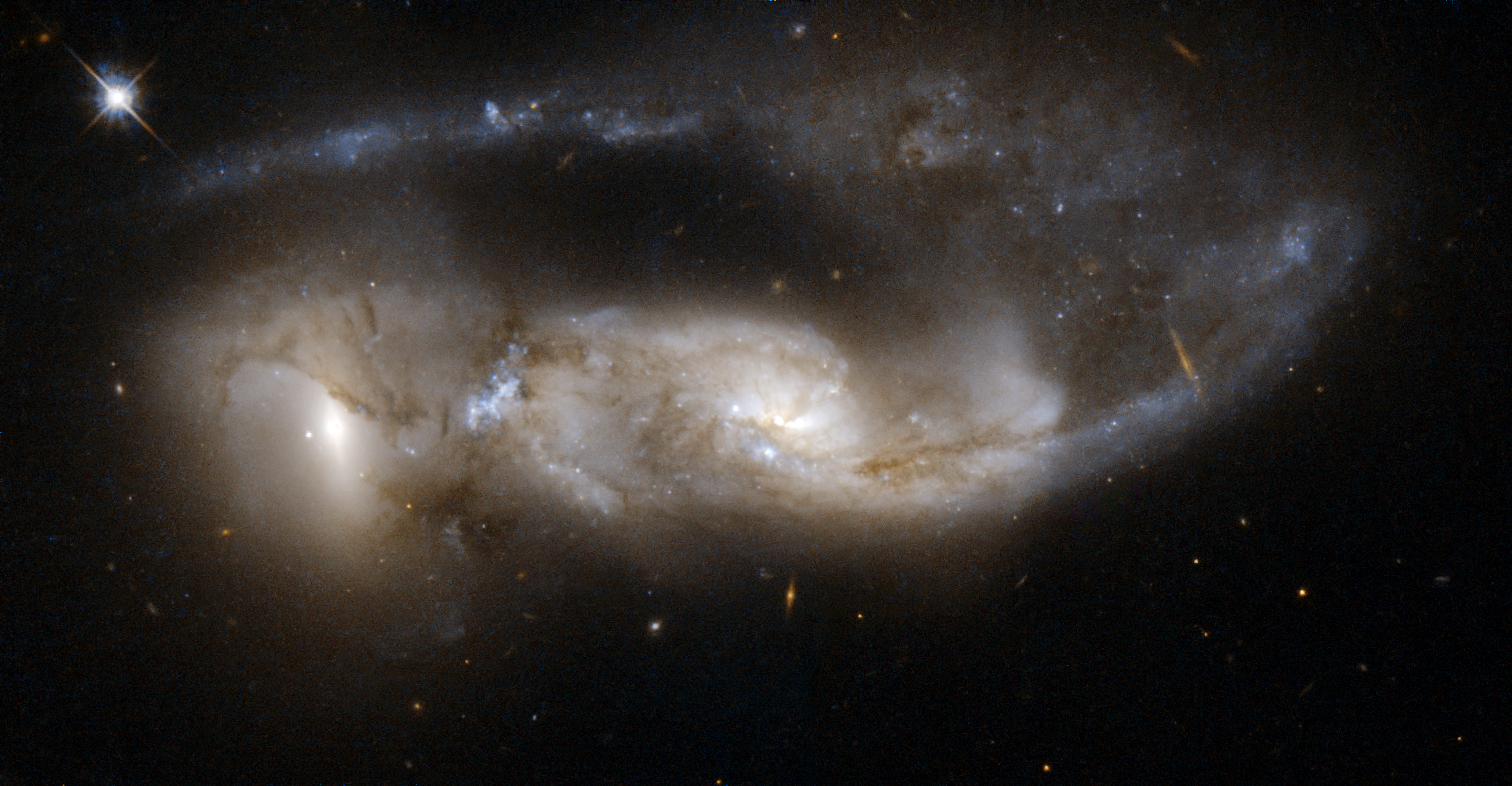
NGC 6621/NGC 6622 (Arp 81) 100 milioni di anni dopo la collisione

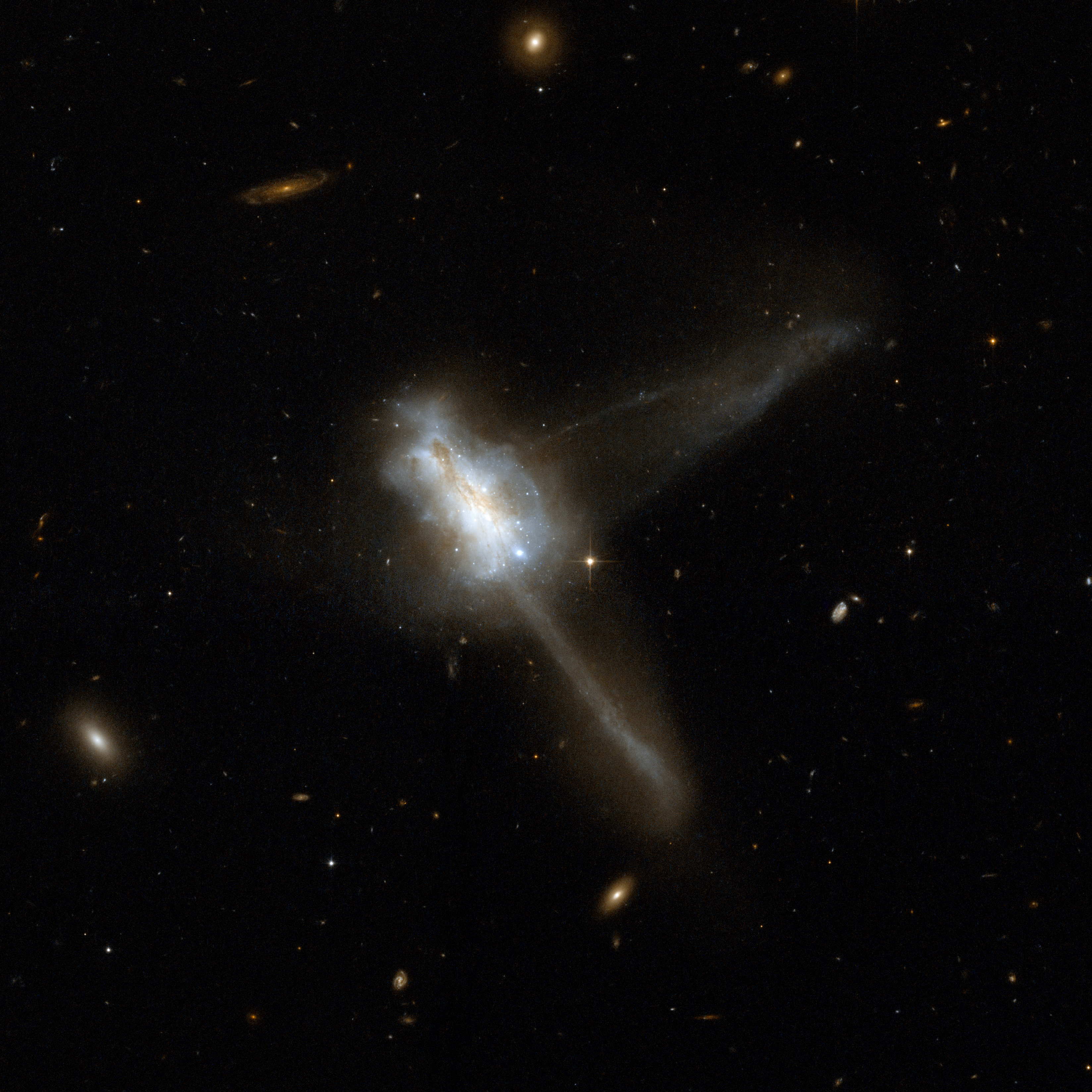
IC 883 (Arp 193), residuo della fusione di due galassie

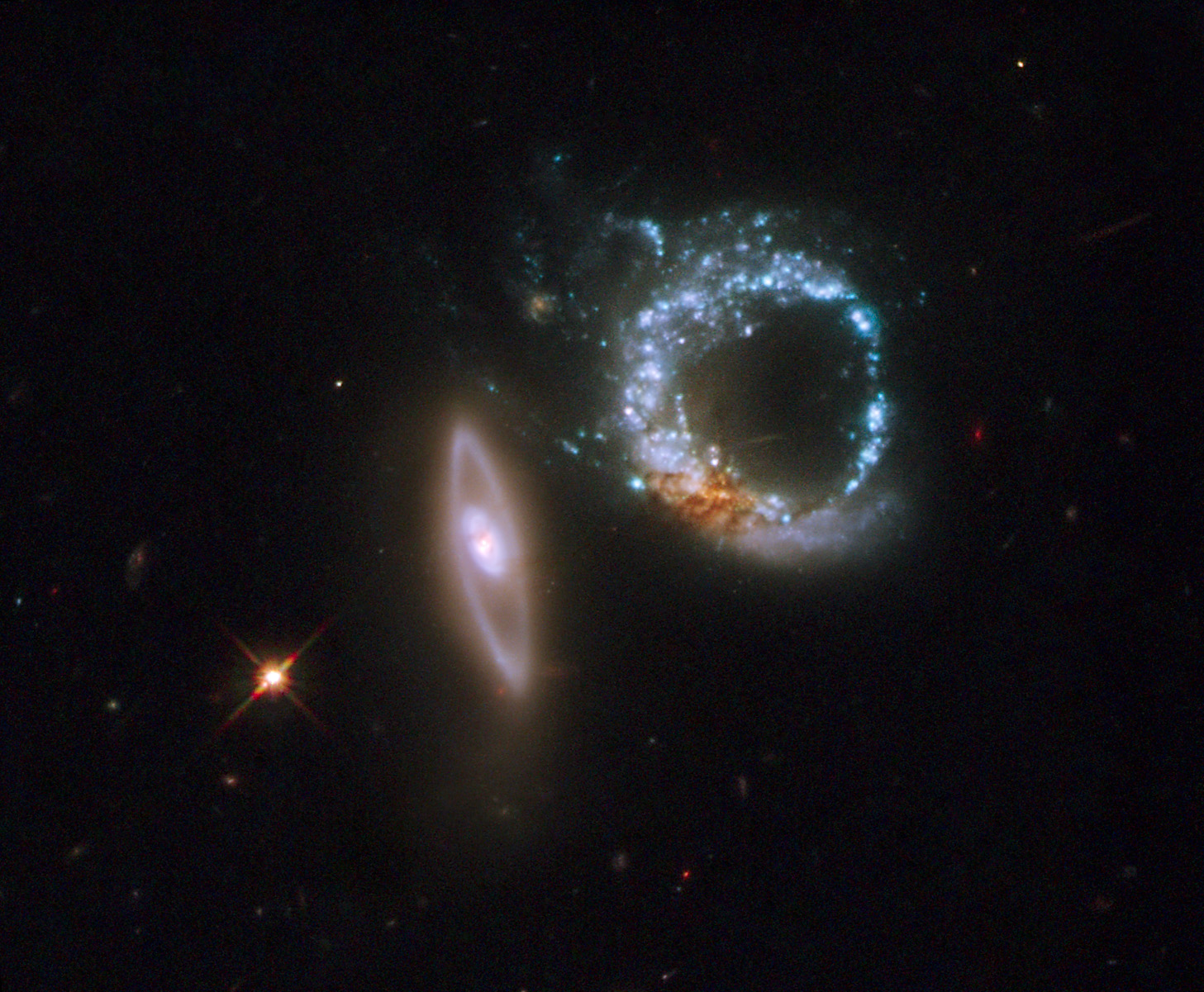
Arp 147, due galassie anello che interagiscono tra loro

L'Atlas of Peculiar Galaxies (Atlante delle galassie peculiari) è un catalogo astronomico di galassie peculiari compilato da Halton Arp. L'atlante è stato originariamente pubblicato nel 1966 dal California Institute of Technology e contiene 338 galassie in totale.

## Introduzione
Lo scopo principale del catalogo era quello di presentare fotograficamente esempi dei diversi tipi di strutture insolite che si trovano nelle galassie nelle nostre vicinanze. Arp si rendeva conto che la ragione per la quale le galassie si plasmavano in forme ellittiche e a spirale non era ancora ben compresa. Percepiva le galassie peculiari come una sorta di piccoli "esperimenti" che gli astronomi potevano usare per capire i processi fisici che formavano le galassie ellittiche e a spirale.

Con questo catalogo gli astronomi avevano una sintesi delle galassie peculiari che potevano studiare nel dettaglio. L'atlante non contiene una completa panoramica delle galassie peculiari del cielo, ma fornisce solamente degli esempi di ciascun fenomeno osservato nelle galassie vicine.
Siccome al tempo della sua pubblicazione, i processi che causavano le differenti forme erano ancora poco noti, le galassie nel catalogo sono ordinate in base alla loro apparenza:
- Gli oggetti da 1 a 101 sono singole galassie a spirale peculiari o galassie a spirale che in apparenza hanno compagne più piccole.
- Gli oggetti da 102 a 145 sono galassie ellittiche o simili a ellittiche.
- Gli oggetti da 146 a 268 sono singole galassie, o gruppi di galassie che non hanno né forma ellittica né a spirale.
- Gli oggetti da 269 a 327 sono galassie doppie.
- Gli oggetti da 332 a 338 sono quelle che non rientravano in nessuno dei gruppi precedenti.

La maggior parte delle galassie del catalogo sono maggiormente note con altre designazioni, solo alcune sono più note con il numero assegnatole da Arp, come ad esempio Arp 220.
Oggi i processi fisici che hanno portato alla formazione delle galassie nel catalogo sono ben compresi. Un gran numero di quegli oggetti sono Galassie interagenti, come ad esempio M51 (Arp 85), Arp 220 e le Galassie Antenne. Un piccolo numero sono semplici galassie nane che non hanno sufficiente massa per permettere la formazione di strutture coesive. Un altro esiguo numero di galassie sono radiogalassie. Questi oggetti contengono nuclei galattici attivi che producono potenti getti di gas chiamati getti relativistici. Nell'atlante sono contenute M87 (Arp 152) e Centaurus A (Arp 153).

## Galassie Arp degne di nota

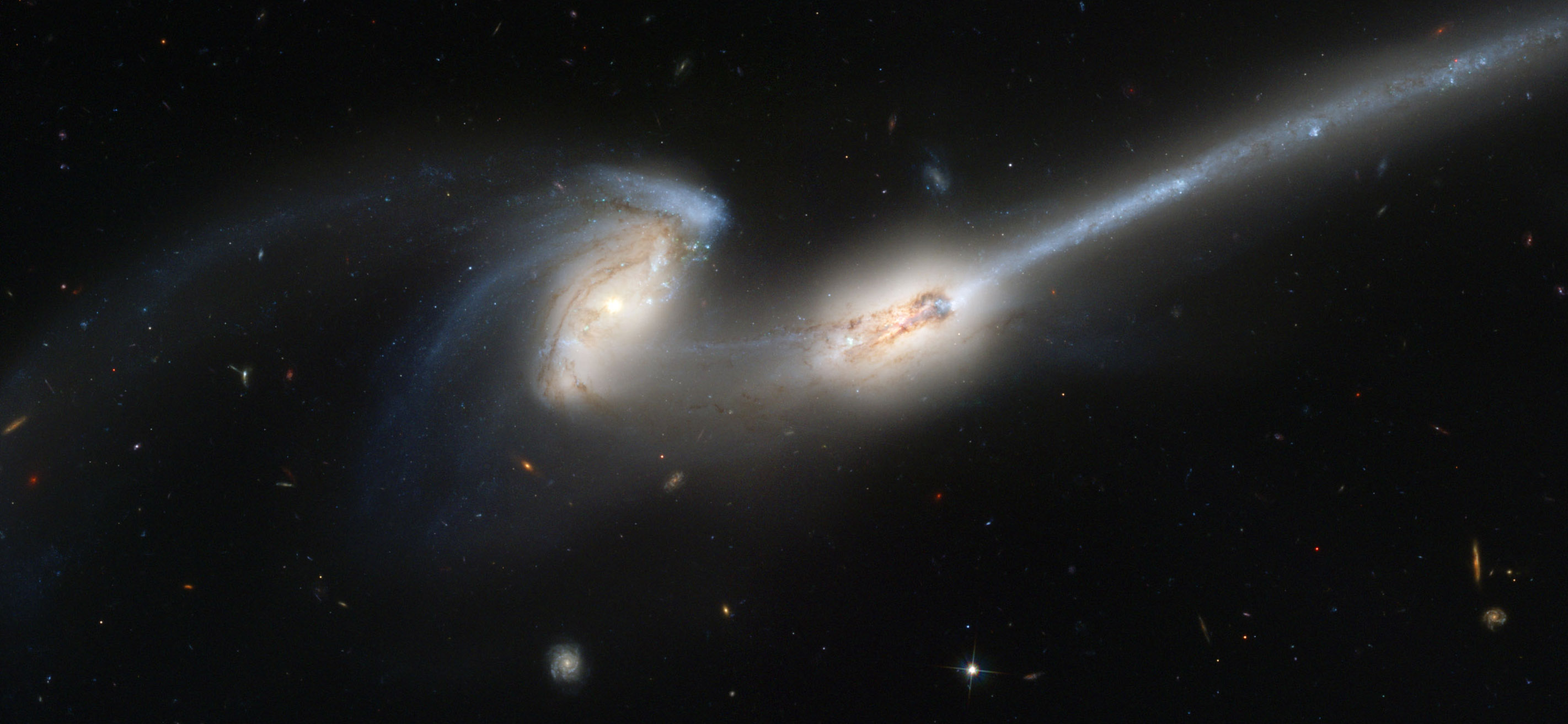
Le Galassie Topo (NGC 4676; Arp 242). Queste galassie hanno entrambe una coda mareale formatasi in conseguenza delle interazioni gravitazionali. Le galassie sono anche connesse da un ponte, anch'esso formatosi dalle interazioni gravitazionali

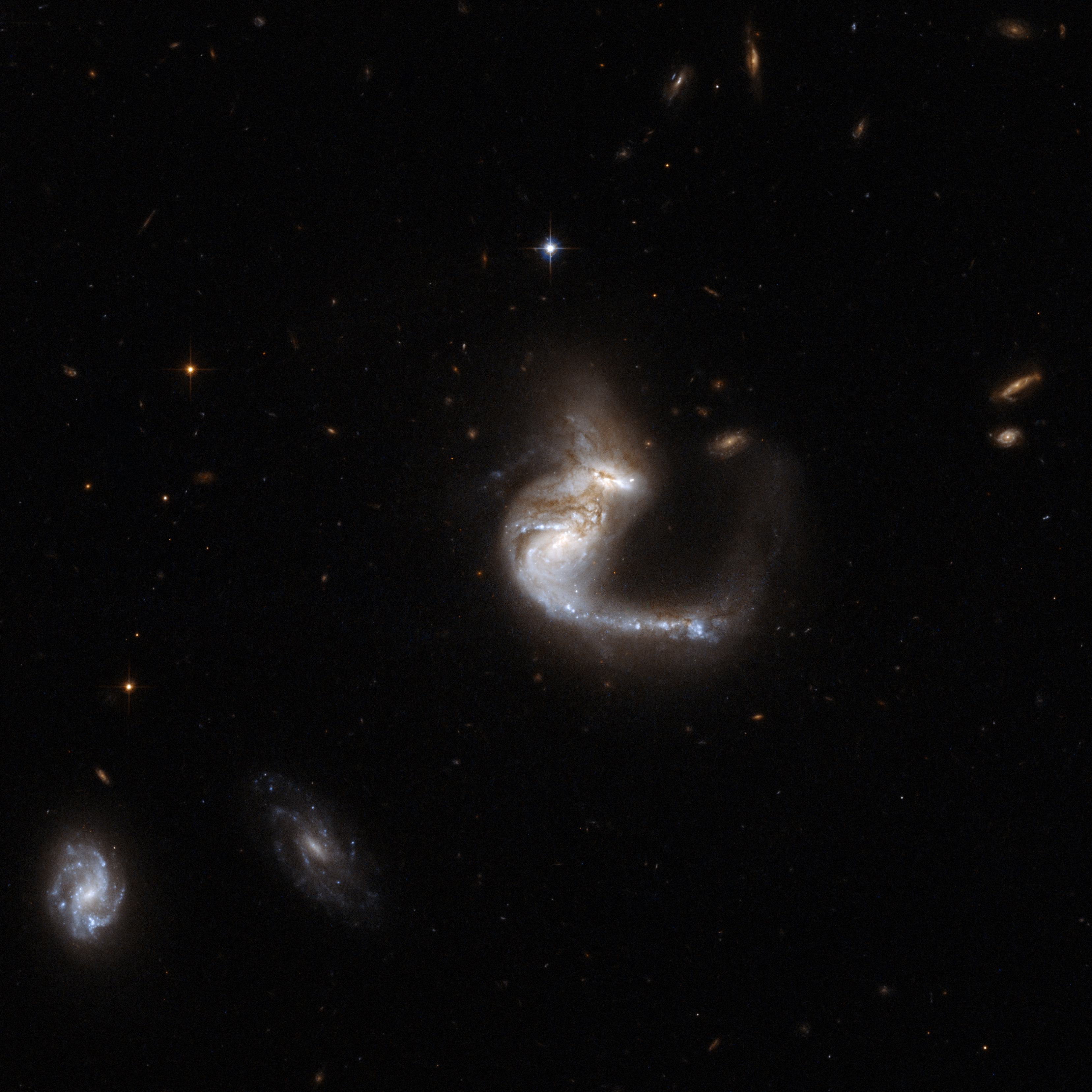
Fusione tra galassie UGC 4881, FUDGE, Arp 55)

| Numero Arp | Nome                      | Magnitudine | Note                                   |
| ---------- | ------------------------- | ----------- | -------------------------------------- |
| 26         | Galassia girandola (M101) | +7,5        | galassia a spirale                     |
| 37         | M77                       | +8,9        | radiogalassia                          |
| 41         | NGC 1232                  | +9,8        | galassia a spirale                     |
| 76         | M90 (astronomia)          | +9,5        | galassia a spirale                     |
| 77         | NGC 1097                  | +9,5        | galassia interagente con la satellite. |
| 85         | Galassia Vortice (M51)    | +8,4        | galassia interagente con la satellite. |
| 116        | M60                       | +8,8        | galassie in collisione                 |
| 152        | Galassia Virgo A (M87)    | +8,6        | galassia ellittica                     |
| 153        | Centaurus A (NGC 5128)    | +6,6        | radiogalassia in collisione?           |
| 188        | Galassia Girino           | +14,4       | Fusione di galassie                    |
| 242        | Galassie Topo             | +14,7       | galassie in collisione                 |
| 244        | Galassie Antenne          | +10,3       | galassie in collisione                 |
| 317        | M65                       | +9,2        | galassia a spirale                     |
| 319        | NGC 7320                  | +15         | galassia in gruppo di collisione       |
| 337        | Galassia Sigaro (M82)     | +8,6        | galassia starburst                     |

## Elenco di tutte le galassie nel catalogo

### Galassie a spirale

#### Galassie a bassa luminosità

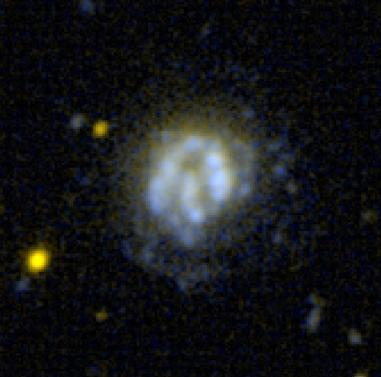
Immagine nell'ultravioletto di NGC 2537 (Arp 6), scattata dal GALEX

Queste sono per la maggior parte galassie nane o galassie a spirale poco definite (classificate Sm) che hanno una bassa luminosità superficiale. Sono galassie piuttosto ordinarie ad eccezione di NGC 2857 (Arp 1) che è una galassia a spirale tipo Sc

| Numero Arp | Nome      | Note                  |
| ---------- | --------- | --------------------- |
| 1          | NGC 2857  | Galassia a spirale Sc |
| 2          | UGC 10310 |                       |
| 3          | Arp 3     |                       |
| 4          | Arp 4     |                       |
| 5          | NGC 3664  |                       |
| 6          | NGC 2537  |                       |

#### Galassie con bracci spezzati
Questa categoria include galassie a spirale i cui bracci risultano divisi in due parti separate.
| Numero Arp | Nome     | Note                          |
| ---------- | -------- | ----------------------------- |
| 7          | Arp 7    |                               |
| 8          | NGC 497  |                               |
| 9          | NGC 2523 |                               |
| 10         | UGC 1775 | Contiene nucleo fuori centro. |
| 11         | UGC 717  |                               |
| 12         | NGC 2608 |                               |

#### Galassie con segmenti staccati

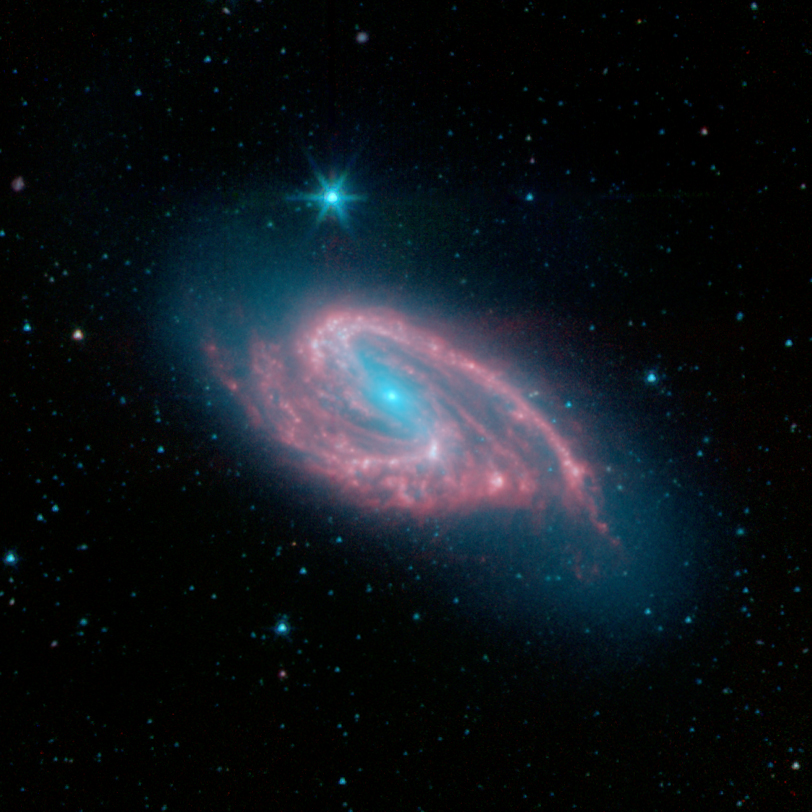
M66 (Arp 16), immagine nell'infrarosso scattata dal Telescopio spaziale Spitzer

Questa categoria contiene galassie a spirale con bracci che sembrano essere segmentati. Alcuni segmenti potrebbero essere spezzati solo in apparenza a causa dell'oscuramento della luce stellare operato dalla polvere interstellare. Altri bracci potrebbero apparire spezzati a causa della presenza di brillanti ammassi stellari o catene discontinue di ammassi stellari.
| Numero Arp | Nome     | Note |
| ---------- | -------- | ---- |
| 13         | NGC 7448 |      |
| 14         | NGC 7314 |      |
| 15         | NGC 7393 |      |
| 16         | M66      |      |
| 17         | UGC 3972 |      |
| 18         | NGC 4088 |      |

#### Galassie con 3 bracci
Solitamente le galassie a spirale contengono 2 bracci di spirale chiaramente definiti oppure contengono solamente confuse strutture filamentose a spirale. Galassie con 3 bracci ben definiti sono rare.
| Numero Arp | Nome     | Note |
| ---------- | -------- | ---- |
| 19         | NGC 145  |      |
| 20         | UGC 3014 |      |
| 21         | Arp 21   |      |

#### Galassie a spirale a singolo braccio

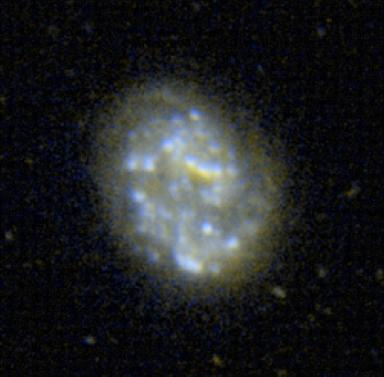
Immagine nell'ultravioletto di NGC 4618 (Arp 23)

Anche le galassie a spirale con un solo braccio sono rare, il singolo braccio potrebbe essersi formato a causa dell'interazione con un'altra galassia.
| Numero Arp | Nome     | Note                     |
| ---------- | -------- | ------------------------ |
| 22         | NGC 4027 |                          |
| 23         | NGC 4618 | Interagisce con NGC 4625 |
| 24         | NGC 3445 |                          |

#### Galassie a spirale con un braccio più luminoso

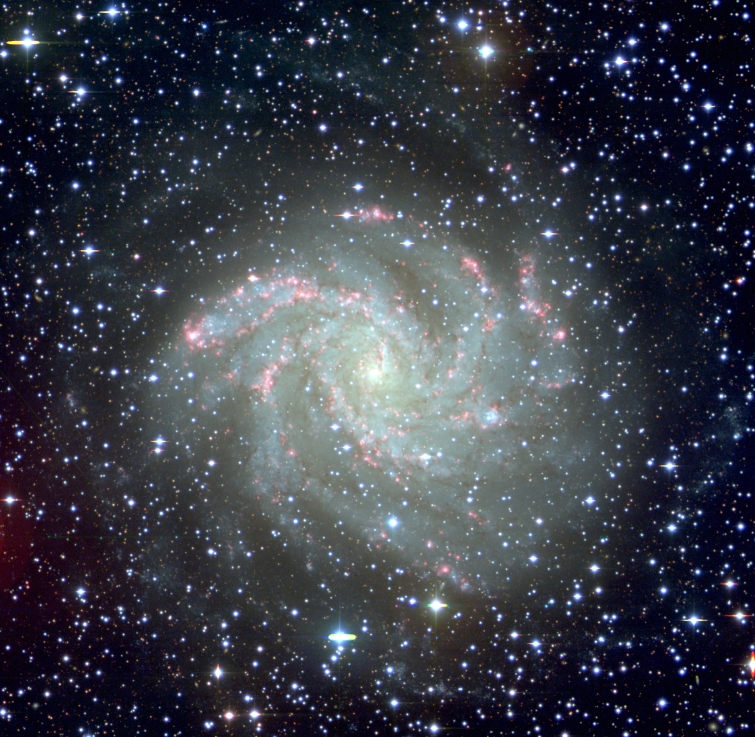
NGC 6946 (Arp 29) galassia a spirale

In queste galassie i bracci di spirale hanno un aspetto asimmetrico. Un braccio può apparire considerevolmente più luminoso dell'altro. La maggior parte di queste galassie sono in effetti galassie asimmetriche (come M101 e NGC 6946), nel caso di NGC 6365, però, si tratta di due galassie interagenti nel quale una delle due galassie è vista di taglio e per combinazione si trova proprio dove è posizionato
il braccio dell'altra galassia, che è vista di faccia.
| Numero Arp | Nome     | Note                                                       |
| ---------- | -------- | ---------------------------------------------------------- |
| 25         | NGC 2276 |                                                            |
| 26         | M101     | galassia a spirale vista di faccia con 5 galassie compagne |
| 27         | NGC 3631 |                                                            |
| 28         | NGC 7678 |                                                            |
| 29         | NGC 6946 |                                                            |
| 30         | NGC 6365 | galassie interagenti con una galassia vista di taglio      |

#### Galassie a spirale a forma di 'S' allungata
La forma di queste galassie assomiglia ad una S allungata (o al segno dell'integrale usato in matematica). Alcune di queste galassie (come IC 167) sono semplicemente ordinarie galassie a spirale viste da un angolo insolito. Altre, come UGC 10770, sono galassie interagenti con code mareali che appaiono simili a bracci di spirali.
| Numero Arp | Nome      | Note |
| ---------- | --------- | ---- |
| 31         | IC 167    |      |
| 32         | UGC 10770 |      |
| 33         | UGC 8613  |      |
| 34         | NGC 4615  |      |
| 35         | UGC 212   |      |
| 36         | UGC 8548  |      |

#### Galassie a spirale con compagne a bassa luminosità
Molte di queste galassie probabilmente stanno interagendo con le galassie a bassa luminosità presenti nel campo visivo. Tuttavia in alcuni casi può essere abbastanza difficoltoso determinare con certezza se la galassia compagna è fisicamente legata o se piuttosto la compagna è solo una fonte luminosa sullo sfondo o in primo piano.
| Numero Arp | Nome      | Note                   |
| ---------- | --------- | ---------------------- |
| 37         | M77       |                        |
| 38         | NGC 6412  |                        |
| 39         | NGC 1347  |                        |
| 40         | IC 4271   |                        |
| 41         | NGC 1232  |                        |
| 42         | NGC 5829  |                        |
| 43         | IC 607    |                        |
| 44         | IC 609    |                        |
| 45         | Arp 45    | Gruppo di tre galassie |
| 46         | UGC 12665 |                        |
| 47         | Arp 47    |                        |
| 48         | Arp 48    |                        |

#### Galassia a spirale con piccole compagne ad alta luminosità

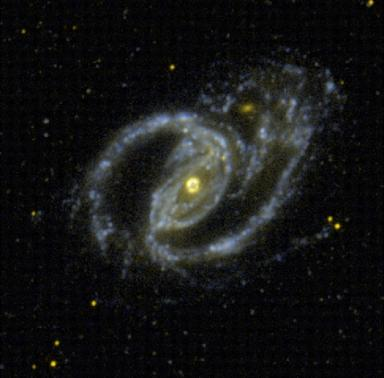
Immagine nell'ultravioletto di NGC 1097 (Arp 77)

Anche in questo caso, molte di queste galassie sono probabilmente interagenti, sebbene alcune delle compagne potrebbero essere fonti luminose lontane dalla galassia o perfino ammassi stellari nella stessa galassia.
| Numero Arp | Nome               | Note |
| ---------- | ------------------ | ---- |
| 49         | NGC 5665           |      |
| 50         | IC 1520            |      |
| 51         | Arp 51             |      |
| 52         | Arp 52             |      |
| 53         | NGC 3290           |      |
| 54         | Arp 54             |      |
| 55         | UGC 4881           |      |
| 56         | UGC 1432           |      |
| 57         | Arp 57             |      |
| 58         | UGC 4457           |      |
| 59         | NGC 341            |      |
| 60         | Arp 60             |      |
| 61         | UGC 3104           |      |
| 62         | UGC 6865           |      |
| 63         | NGC 2944           |      |
| 64         | UGC 9503           |      |
| 65         | NGC 90/NGC 93      |      |
| 66         | UGC 10396          |      |
| 67         | UGC 892            |      |
| 68         | NGC 7757           |      |
| 69         | NGC 5579           |      |
| 70         | UGC 934            |      |
| 71         | NGC 6045           |      |
| 72         | NGC 5994, NGC 5996 |      |
| 73         | IC 1222            |      |
| 74         | Arp 74             |      |
| 75         | NGC 702            |      |
| 76         | M90                |      |
| 77         | NGC 1097           |      |
| 78         | NGC 772            |      |

#### Galassie a spirale con grandi compagne luminose

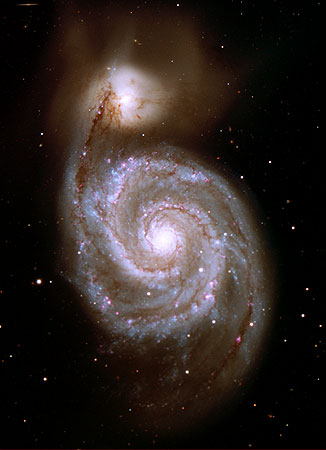
La galassia vortice (M51, Arp 85). Una grande galassia a spirale che interagisce con una galassia ellittica.

Le galassie di questo gruppo sono quasi sempre chiaramente interagenti. Il più famoso di questi oggetti è la galassia vortice (M51; Arp 85), che è formato da una grande galassia a spirale (NGC 5194) che interagisce una ellittica più piccola (NGC 5195). L'interazione ha distorto la forma di entrambe le galassie; la struttura a spirale della galassia più grande si è intensificata e un ponte di stelle e gas si è formato tra le due galassie. Molte delle altre galassie in questo gruppo sono connesse da un ponte.
| Numero Arp | Nome                          | Note |
| ---------- | ----------------------------- | ---- |
| 79         | NGC 5490C                     |      |
| 80         | NGC 2633                      |      |
| 81         | NGC 6621, UGC 11175, NGC 6622 |      |
| 82         | NGC 2535, NGC 2536            |      |
| 83         | NGC 2799, NGC 3800            |      |
| 84         | NGC 5394, NGC 5395            |      |
| 85         | Galassia vortice              |      |
| 86         | NGC 7752, NGC 7753            |      |
| 87         | NGC 3808A, NGC 3808B          |      |
| 88         | Arp 88                        |      |
| 89         | NGC 2648                      |      |
| 90         | NGC 5929, NGC 5930            |      |
| 91         | NGC 5953, NGC 5954            |      |

#### Galassie a spirale con compagne ellittiche
Come le galassie a spirale con compagne luminose, la maggior parte di questi oggetti sono chiaramente sistemi interagenti. In molte immagini sono visibili code mareali e ponti.
| Numero Arp | Nome                         | Note                   |
| ---------- | ---------------------------- | ---------------------- |
| 92         | NGC7603                      |                        |
| 93         | NGC 7284, NGC 7285           |                        |
| 94         | NGC 3226, NGC 3227           |                        |
| 95         | IC 4461, IC 4462             |                        |
| 96         | Arp 96                       |                        |
| 97         | UGC 7085A                    |                        |
| 98         | Arp 98                       |                        |
| 99         | NGC 7547, NGC 7549, NGC 7550 | gruppo di tre galassie |
| 100        | IC 18, IC 19                 |                        |
| 101        | UGC 10164, UGC 10169         |                        |

### Ellittiche e galassie simili ad ellittiche

#### Galassie ellittiche connesse a galassie a spirale

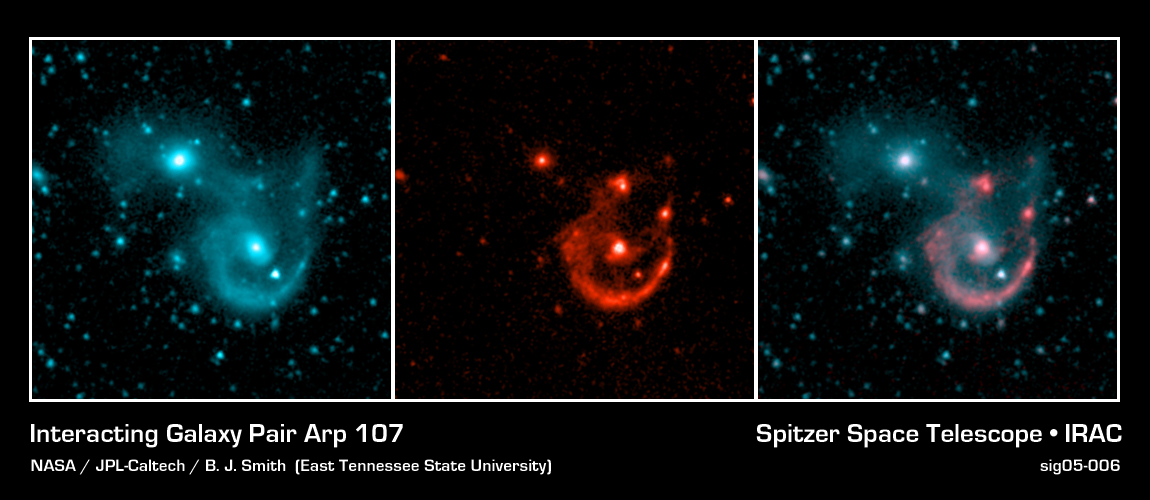
Immagini nell'infrarosso a diverse lunghezze d'onda di Arp 107 (UGC 5984).

Questi oggetti sono molto simili alle galassie a spirale con compagne ellittiche. Tutte queste galassie mostrano code e ponti mareali formatesi da interazioni gravitazionali.
| Numero Arp | Nome               | Note                   |
| ---------- | ------------------ | ---------------------- |
| 102        | Arp 102            |                        |
| 103        | UGC 10586          | Gruppo di tre galassie |
| 104        | NGC 5216, NGC 5218 |                        |
| 105        | NGC 3561           |                        |
| 106        | NGC 4211           |                        |
| 107        | UGC 5984           |                        |
| 108        | Arp 108            |                        |

#### Galassie ellittiche che respingono bracci di spirale
In base alla descrizione di Arp di questi oggetti sembra che in origine lui pensasse che le galassie ellittiche di questo gruppo stavano spingendo via i bracci delle compagne a spirale. Tuttavia i bracci in questione potrebbero semplicemente apparire distorti a causa delle interazioni gravitazionali. Alcuni di questi bracci "respinti" sono dal lato opposto della galassia a spirale rispetto alla compagna ellittica. Simulazioni hanno dimostrato che tali strutture possono avere come causa esclusiva le interazioni gravitazionali, senza necessitare di una forza repulsiva.
| Numero Arp | Nome               | Note               |
| ---------- | ------------------ | ------------------ |
| 109        | UGC 10053          |                    |
| 110        | Arp 110            |                    |
| 111        | Arp 111            | Gruppo di galassie |
| 112        | NGC 7805, NGC 7806 |                    |

#### Galassie ellittiche vicine che perturbano galassie a spirale

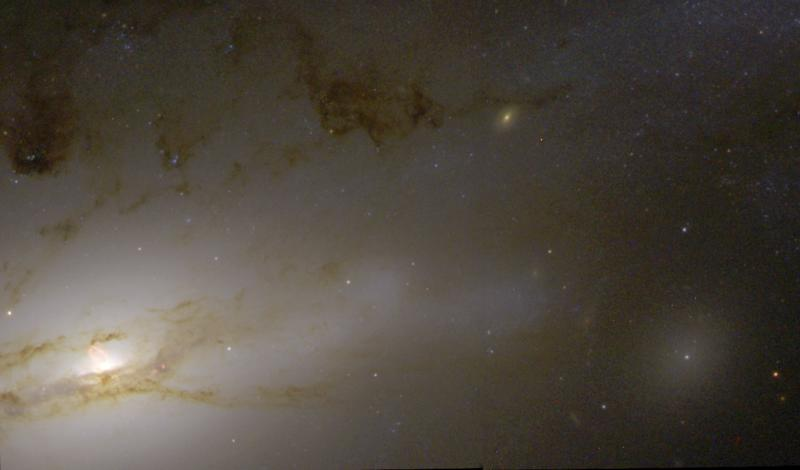
NGC 4435 e NGC 4438 (Arp 120)

Questa è un'altra categoria in cui la maggioranza degli oggetti sono galassie interagenti. Come si può intuire dal nome della categoria, le galassie a spirale appaiono perturbate.
| Numero Arp | Nome               | Note                           |
| ---------- | ------------------ | ------------------------------ |
| 113        | NGC 70             | Parte di un gruppo di galassie |
| 114        | NGC 2276, NGC 2300 |                                |
| 115        | UGC 6678           | Gruppo di tre galassie         |
| 116        | M60, NGC 4647      |                                |
| 117        | IC 982, IC 983     |                                |
| 118        | NGC 1141, NGC 1142 |                                |
| 119        | Arp 119            |                                |
| 120        | NGC 4435, NGC 4438 |                                |
| 121        | Arp 121            |                                |
| 122        | NGC 6040           |                                |
| 123        | NGC 1888, NGC 1889 |                                |
| 124        | NGC 6361           |                                |
| 125        | UGC 10491          |                                |
| 126        | UGC 1449           |                                |
| 127        | NGC 191            |                                |
| 128        | UGC 827            |                                |
| 129        | UGC 5146           |                                |
| 130        | IC 5378            |                                |
| 131        | Arp 131            |                                |
| 132        | Arp 132            |                                |

#### Galassie con frammenti nelle vicinanze
| Numero Arp | Nome     | Note |
| ---------- | -------- | ---- |
| 133        | NGC 541  |      |
| 134        | M49      |      |
| 135        | NGC 1023 |      |
| 136        | NGC 5820 |      |

#### Materiali provenienti da galassie ellittiche
Arp pensava che le galassie ellittiche di questo gruppo stessero espellendo materiale dai loro nuclei. Molte di queste immagini potrebbero essere interpretate in questa maniera. Tuttavia questi oggetti sono in realtà una miscela di altri fenomeni. Per esempio NGC 2914 (Arp 137) è semplicemente una galassia a spirale con deboli bracci e NGC 4015 (Arp 138) è una coppia di galassie interagenti di cui una è una galassia a spirale vista di taglio
Alcuni oggetti, come NGC 2444 and NGC 2445 (Arp 143), sono sistemi che contengono galassie ad anello, che sono create quando una galassia passa attraverso il disco di un'altra e crea un effetto onda, che causa dapprima la caduta dei gas verso l'interno e in seguito la loro propagazione verso l'esterno a formare l'anello.
| Numero Arp | Nome                         | Note                                 |
| ---------- | ---------------------------- | ------------------------------------ |
| 137        | NGC 2914                     | Galassia a spirale con deboli bracci |
| 138        | NGC 4015                     | Coppia di galassie interagenti       |
| 139        | Arp 139                      | Coppia di galassie interagenti       |
| 140        | NGC 274, NGC 275             | Coppia di galassie interagenti       |
| 141        | UGC 3730                     | Galassia anello                      |
| 142        | NGC 2936, NGC 2937, UGC 5130 | Gruppo di tre galassie               |
| 143        | NGC 2444, NGC 2445           | Galassia anello                      |
| 144        | NGC 7828, NGC 7829           | Galassia anello                      |
| 145        | UGC 1840                     | Galassia anello                      |

### Galassie amorfe
Arp descriveva questa categoria come "galassie che non hanno forma ellittica né a spirale", sebbene non le abbia mai definite "amorfe".

Molte di queste galassie sono interagenti o galassie rimanenti dalla fusione di due galassie più piccole. Le interazioni producono vari tipi di strutture mareali, come code e ponti che possono sopravvivere anche dopo che i nuclei e i dischi delle galassie progenitrici si sono fusi. Sebbene le code mareali siano descritte con termini differenti basati sulla loro apparenza, come "contro-code", "filamenti", "loop", sono tutte manifestazioni dello stesso fenomeno.

#### Galassie con anello associato

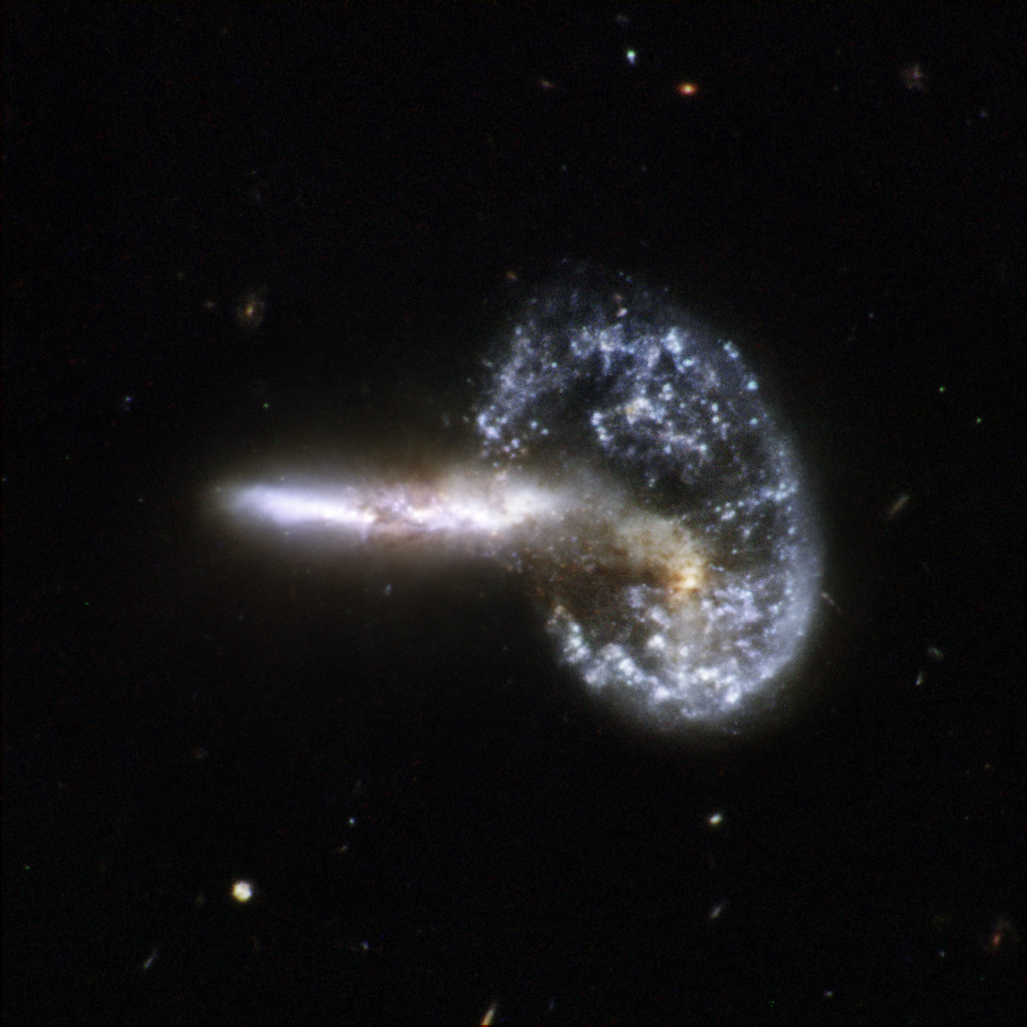
Coppia di galassie interagenti Arp 148 (oggetto di Mayall)

Come descritto sopra queste galassie possono formarsi quando una galassia compagna passa attraverso un'altra. Le interazioni producono un effetto onda che all'inizio porta materiali verso il centro e in seguito verso l'esterno, formando l'anello.
| Numero Arp | Nome    | Note |
| ---------- | ------- | ---- |
| 146        | Arp 146 |      |
| 147        | IC 298  |      |
| 148        | Arp 148 |      |

#### Galassie con getti

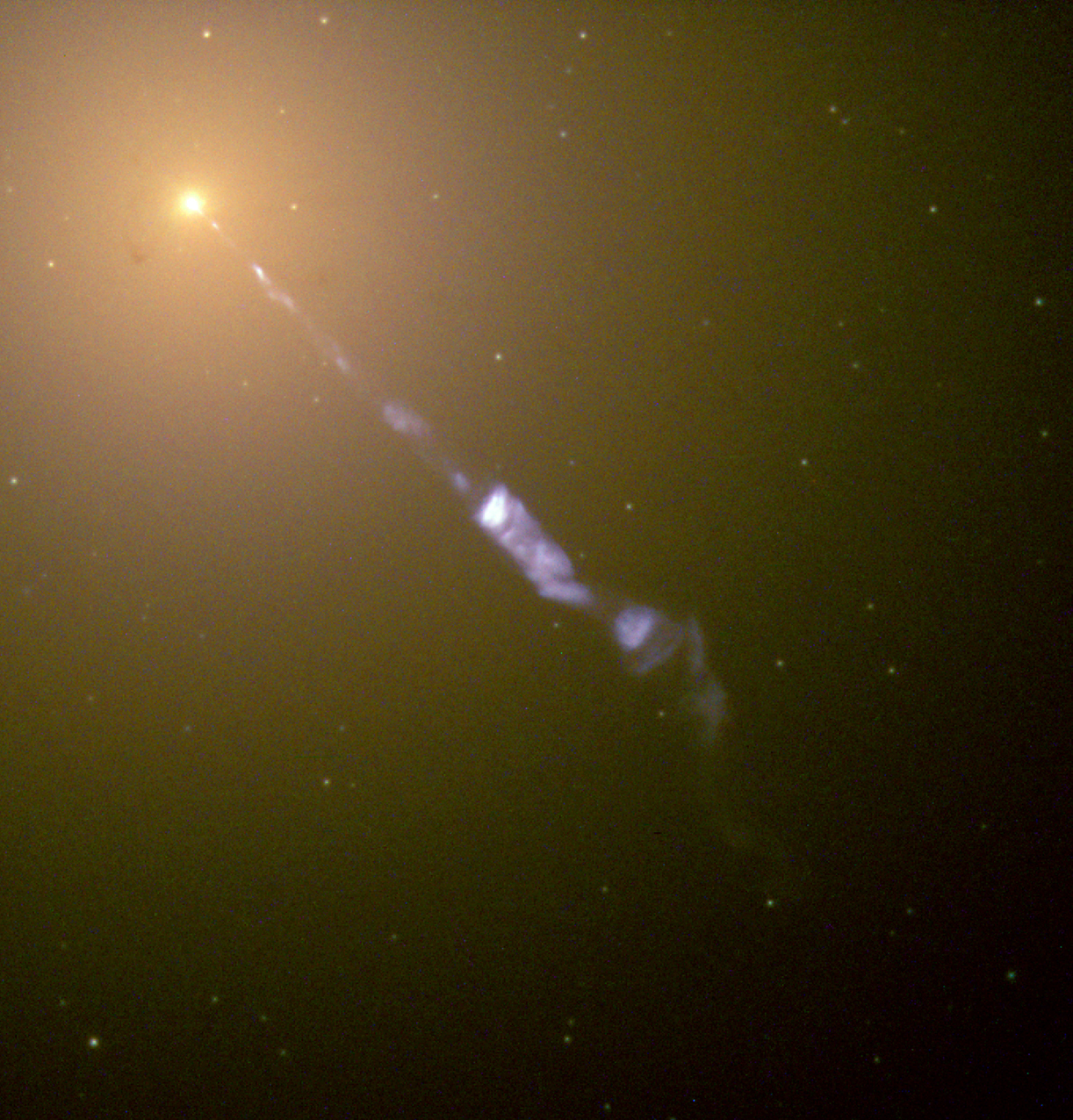
La galassia ellittica gigante M87 con il suo getto (Arp 152)

Queste galassie sembrano espellere materiale dai loro nuclei. In alcuni casi, come IC 803 (Arp 149) and NGC 7609 (Arp 150), i "getti" sono semplicemente parte della struttura prodotta dall'interazione delle galassie. In altre, come in Arp 151 e M87 (Arp 152), i getti sono proprio gas ionizzato espulso dall'ambiente intorno a un buco nero supermassiccio nel nucleo della galassia attiva. Questi getti, a volte chiamati getti relativistici o radiogetti, sono potenti fonti di radiazione di sincrotrone, soprattutto nelle lunghezze d'onda radio.
| Numero Arp | Nome     | Note                                                      |
| ---------- | -------- | --------------------------------------------------------- |
| 149        | IC 803   | galassie interagenti                                      |
| 150        | NGC 7609 | galassie interagenti                                      |
| 151        | Arp 151  | Galassia di Seyfert (contiene un nucleo galattico attivo) |
| 152        | M87      | Galassia di Seyfert (contiene un nucleo galattico attivo) |

#### Galassie perturbate con assorbimento interno

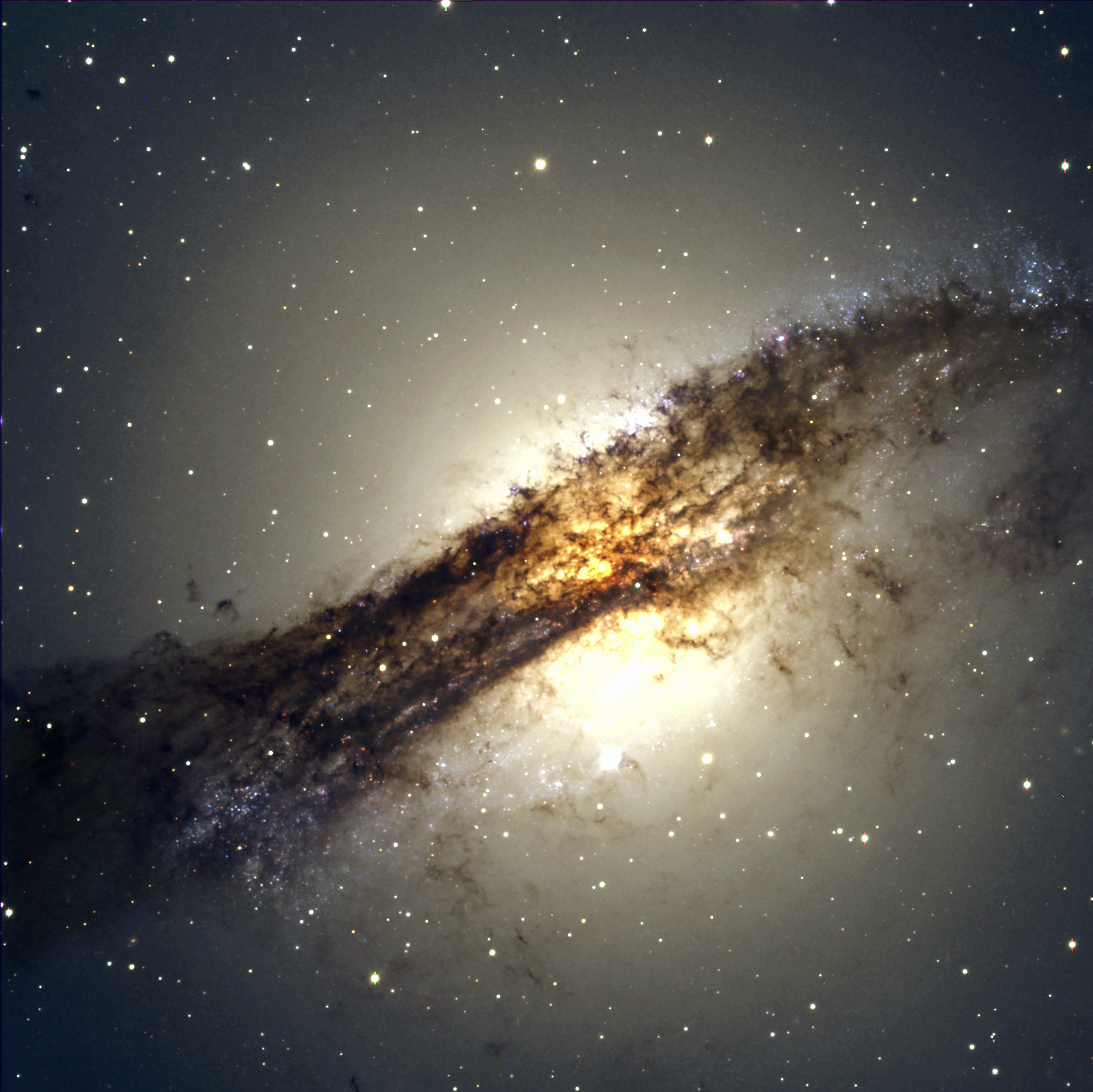
Centaurus A (NGC 5128; Arp 153). Questa galassia è un'ellittica completa con un'insolita linea di polvere.

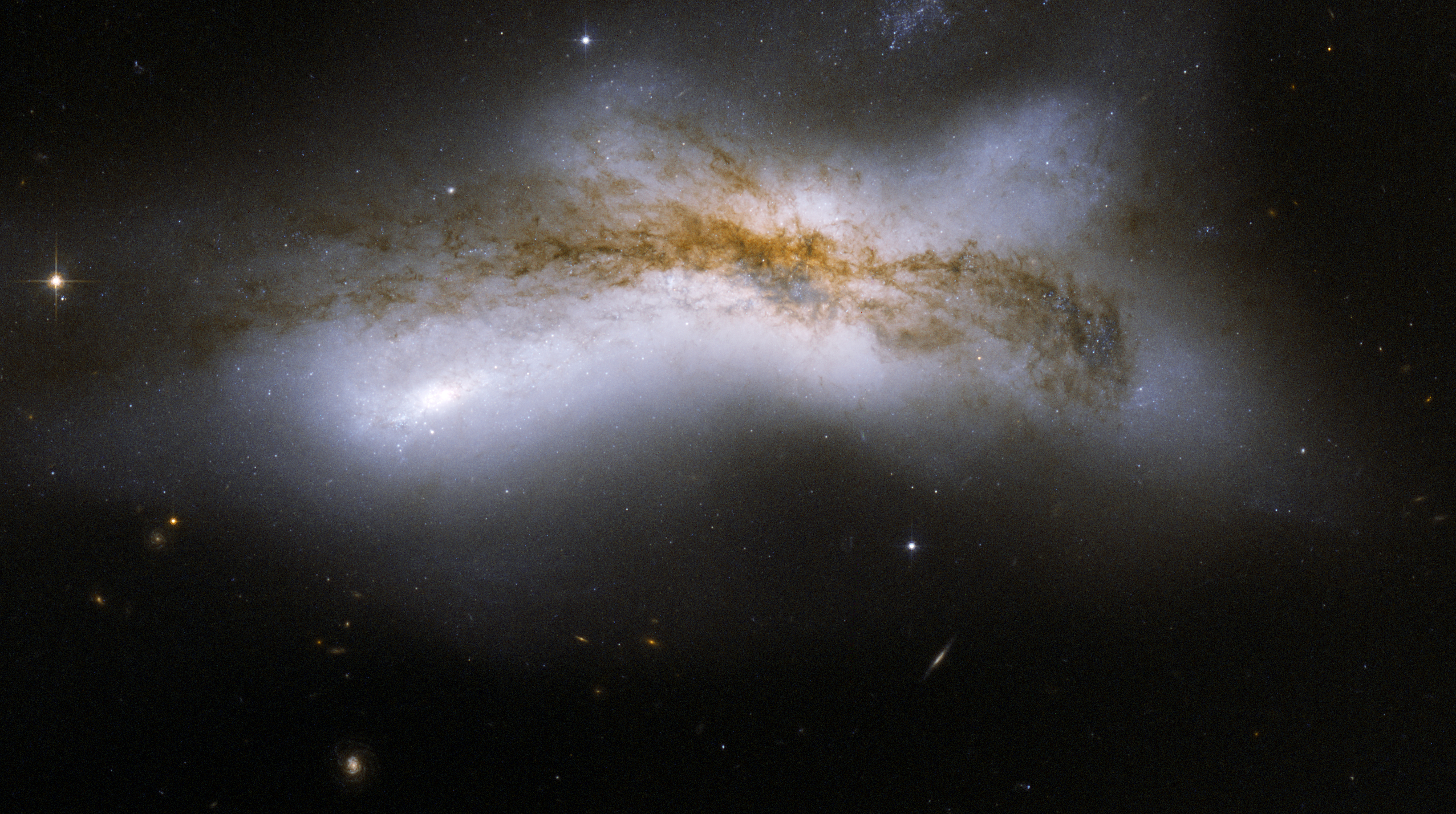
Coppia di galassie in fusione NGC 520 (Arp 157).

Le galassie in questa categoria presentano scure linee di polvere che oscurano parte del disco galattico. La totalità di queste galassie sono il prodotto della fusione di due galassie. NGC 520 (Arp 157) è uno degli esempi migliori di stato intermedio di fusione, in cui le due galassie progenitrici si sono unite, ma i loro nuclei non ancora.

Centaurus A (Arp 153) e NGC 1316 (Arp 154) sono entrambe galassie ellittiche complete con un'insolita linea di polveri; la loro cinematica e le loro strutture indicano che hanno subito un evento di fusione in tempi relativamente recenti.

NGC 4747 (Arp 159) potrebbe essere semplicemente una galassia a spirale vista di taglio con importanti linee di polveri scure.
| Numero Arp | Nome        | Note                                           |
| ---------- | ----------- | ---------------------------------------------- |
| 153        | Centaurus A | radiogalassia; contiene un nucleo attivo       |
| 154        | NGC 1316    | radiogalassia; contiene un nucleo attivo       |
| 155        | Arp 155     |                                                |
| 156        | UGC 5184    |                                                |
| 157        | NGC 520     | Stadio intermedio di fusione                   |
| 158        | NGC 523     |                                                |
| 159        | NGC 4747    | Galassia a spirale con linee di polveri scure. |
| 160        | NGC 4194    |                                                |

#### Galassie con filamenti diffusi
I filamenti di questi oggetti potrebbero essere code mareali dovuti alle interazioni galattiche. Molte di queste galassie sono il residuo della fusione di due galassie a spirale in una galassia ellittica. Tuttavia NGC 3414 (Arp 162) sembra essere un'insolita galassia SO con un disco molto piccolo rispetto al bulge. NGC 4670 (Arp 163) è una galassia nana blu compatta con un'intensa attività di formazione stellare; è chiaramente troppo piccola per essere il residuo della fusione di due galassie a spirale come le altre in questo gruppo, sebbene possa comunque essere il risultato di altre interazioni di entità molto minore.
| Numero Arp | Nome             | Note                       |
| ---------- | ---------------- | -------------------------- |
| 161        | UGC 6665         |                            |
| 162        | NGC 3414         | Galassia S0                |
| 163        | NGC 4670         | galassia nana blu compatta |
| 164        | NGC 455          |                            |
| 165        | NGC 2418         |                            |
| 166        | NGC 750, NGC 751 |                            |

#### Galassie con diffuse contro-code
Le contro-code sono strutture mareali causate dalle interazioni gravitazionali tra due galassie. M32 (Arp 168), una galassia nana che interagisce con la galassia di Andromeda, è inclusa in questa categoria sebbene la diffusa contro-coda sia poco visibile nelle fotografie di Arp.
| Numero Arp | Nome                          | Note                                                       |
| ---------- | ----------------------------- | ---------------------------------------------------------- |
| 167        | NGC 2672, NGC 2673            |                                                            |
| 168        | Messier 32                    | galassia nana che interagisce con la galassia di Andromeda |
| 169        | NGC 7236, NGC 7237, NGC 7237C | gruppo di tre galassie                                     |
| 170        | NGC 7578                      |                                                            |
| 171        | NGC 5718, IC 1042             |                                                            |
| 172        | IC 1178, IC 1181              |                                                            |

#### Galassie con strette contro-code
Questa è un'altra categoria che contiene galassie con code mareali prodotte dalle interazioni gravitazionali. Queste code sono più strette e meglio definite rispetto agli oggetti 167-172.
| Numero Arp | Nome                         | Note                   |
| ---------- | ---------------------------- | ---------------------- |
| 173        | UGC 9561                     |                        |
| 174        | NGC 3068                     |                        |
| 175        | IC 3481, IC 3481A, IC 3483   | gruppo di tre galassie |
| 176        | NGC 4933                     | gruppo di tre galassie |
| 177        | Arp 177                      |                        |
| 178        | NGC 5613, NGC 5614, NGC 5615 | gruppo di tre galassie |

#### Galassie con filamenti stretti

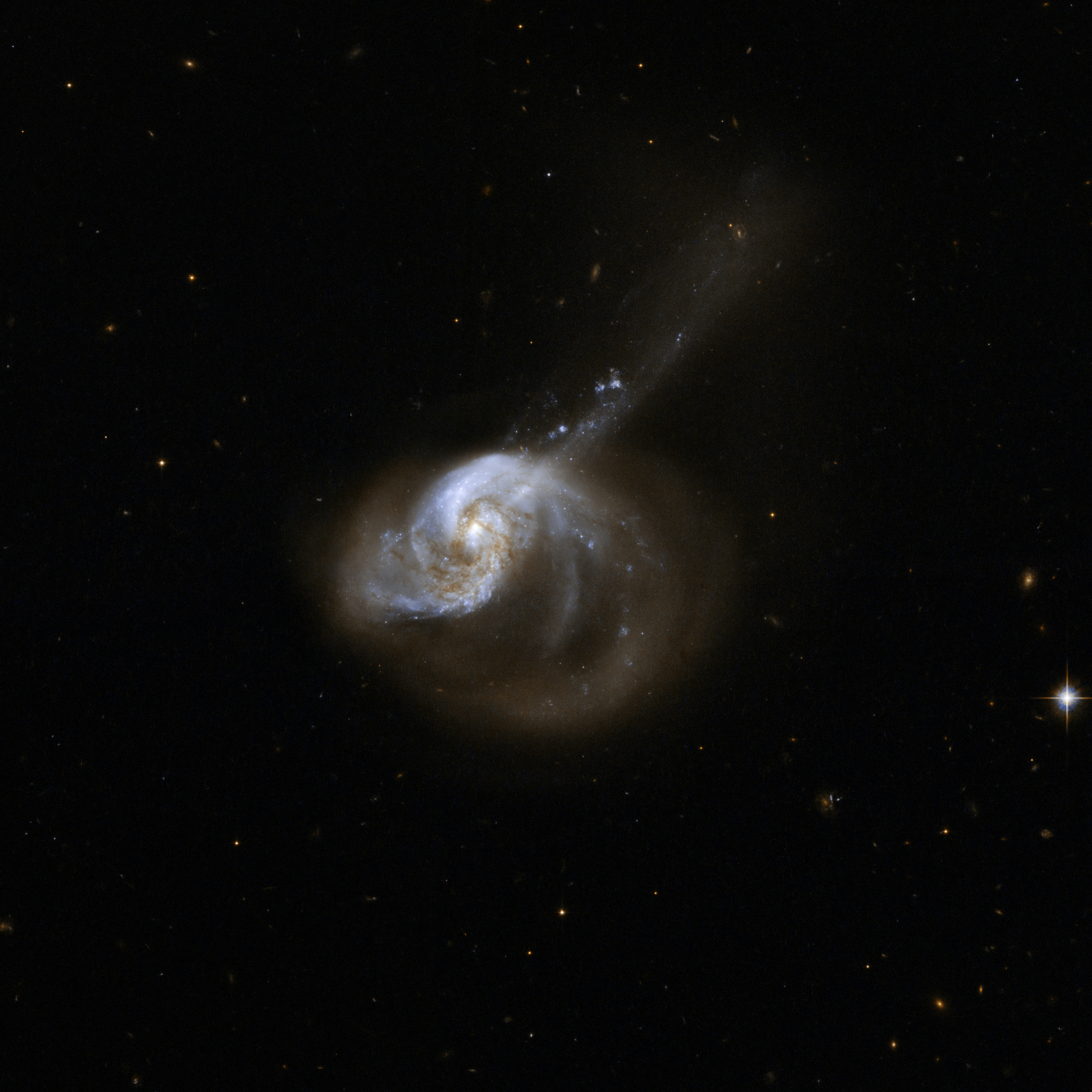
NGC 1614 (Arp 186).

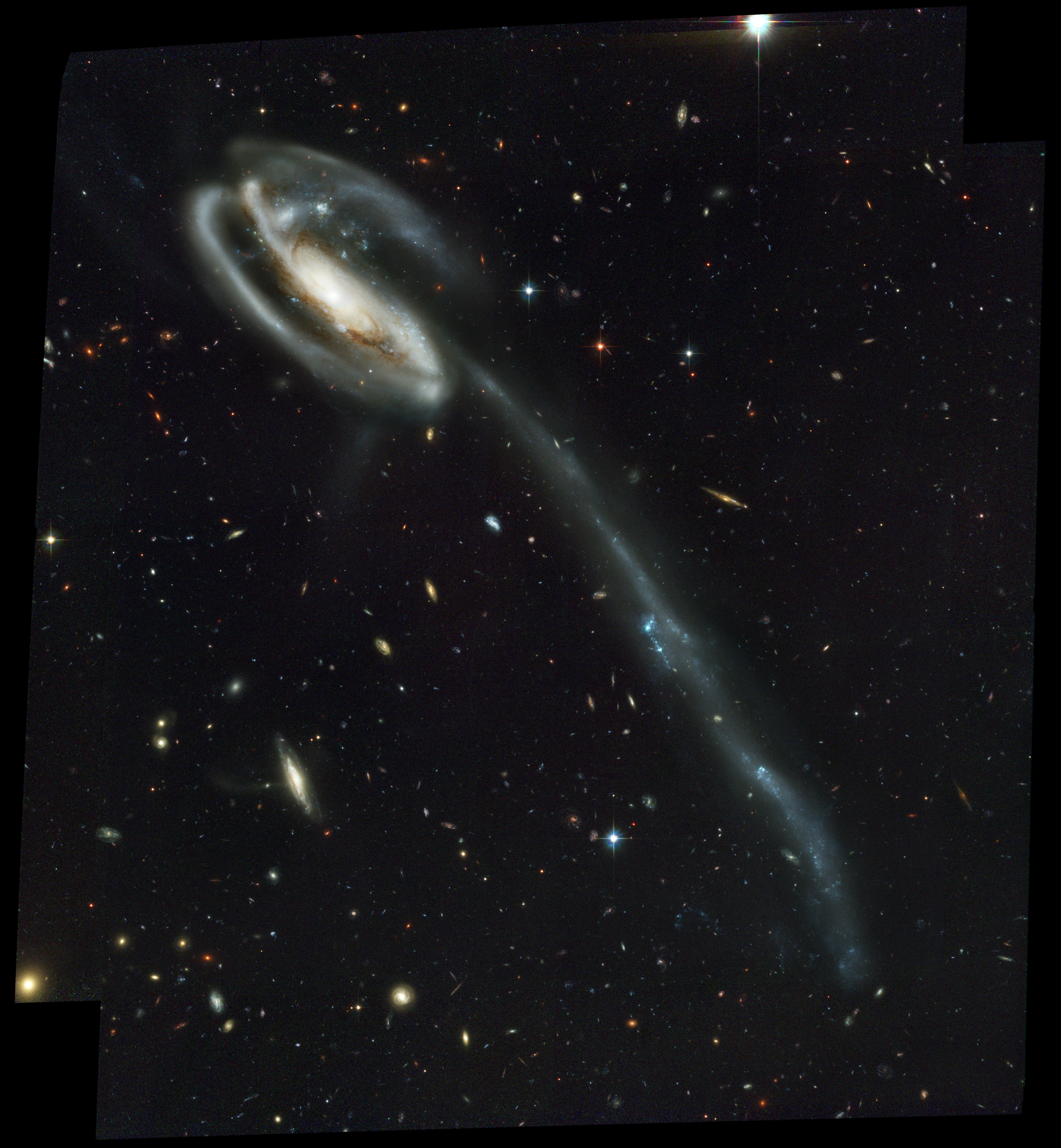
La galassia Girino (UGC 10214; Arp 188). Lo stretto filamento si estende lungo tutta l'immagine.

Questa categoria comprende una mistura di differenti tipi di oggetti. Alcune di queste galassie sono state coinvolte in interazioni gravitazionali e i filamenti ne sono il risultato. Tuttavia altri oggetti sono semplici galassie a spirale con deboli bracci interpretati da Arp come "filamenti".
| Numero Arp | Nome                | Note                                                |
| ---------- | ------------------- | --------------------------------------------------- |
| 179        | Arp 179             |                                                     |
| 180        | Arp 180             | coppia di galassie interagenti                      |
| 181        | NGC 3212, NGC 3215  | coppia di galassie interagenti                      |
| 182        | NGC 7674, NGC 7674A | coppia di galassie interagenti                      |
| 183        | UGC 8560            | galassia a spirale                                  |
| 184        | NGC 1961            | galassia a spirale                                  |
| 185        | NGC 6217            | galassia a spirale                                  |
| 186        | NGC 1614            | galassia a spirale coinvolta in interazioni recenti |
| 187        | Arp 187             |                                                     |
| 188        | Galassia Girino     | Coinvolta in interazioni recenti.                   |
| 189        | NGC 4651            |                                                     |
| 190        | UGC 2320            | coppia di galassie interagenti                      |
| 191        | UGC 6175            | coppia di galassie interagenti                      |
| 192        | NGC 3303            | coppia di galassie interagenti                      |
| 193        | IC 883              | residuo di fusione                                  |

#### Galassie con materiale espulso dal nucleo
Le espulsioni di molti questi oggetti sono strutture mareali create dalle interazioni gravitazionali. In alcuni casi, come NGC 5544 e NGC 5545 (Arp 199), i materiali "espulsi" sono in realtà una galassia a spirale vista di taglio che solo prospetticamente appare uscire dal nucleo dell'altra galassia.
Quasi tutti gli oggetti in questa categoria sono interagenti o hanno avuto interazioni in un recente passato. NGC 3712 (Arp 203) è un'eccezione.
| Numero Arp | Nome                | Note                                                                   |
| ---------- | ------------------- | ---------------------------------------------------------------------- |
| 194        | UGC 6945            | coppia di galassie interagenti                                         |
| 195        | UGC 4653            | coppia di galassie interagenti                                         |
| 196        | Arp 196             | coppia di galassie interagenti                                         |
| 197        | UGC 6503, IC 701    | coppia di galassie interagenti                                         |
| 198        | UGC 6073            | coppia di galassie interagenti                                         |
| 199        | NGC 5544, NGC 5545  | coppia di galassie interagenti                                         |
| 200        | NGC 1134            | galassia a spirale che interagisce con una galassia a bassa luminosità |
| 201        | UGC 224             | coppia di galassie interagenti                                         |
| 202        | NGC 2719, NGC 2719A | coppia di galassie interagenti                                         |
| 203        | NGC 3712            | Galassia a spirale di bassa luminosità                                 |
| 204        | UGC 8454            | coppia di galassie interagenti                                         |
| 205        | NGC 3448            | residuo di fusione                                                     |
| 206        | UGC 5983, NGC 3432  | coppia di galassie interagenti                                         |
| 207        | UGC 5050            | galassia a spirale interagente con una galassia nana                   |
| 208        | Arp 208             | coppia di galassie interagenti                                         |

#### Galassie con irregolarità, assorbimento e definizione

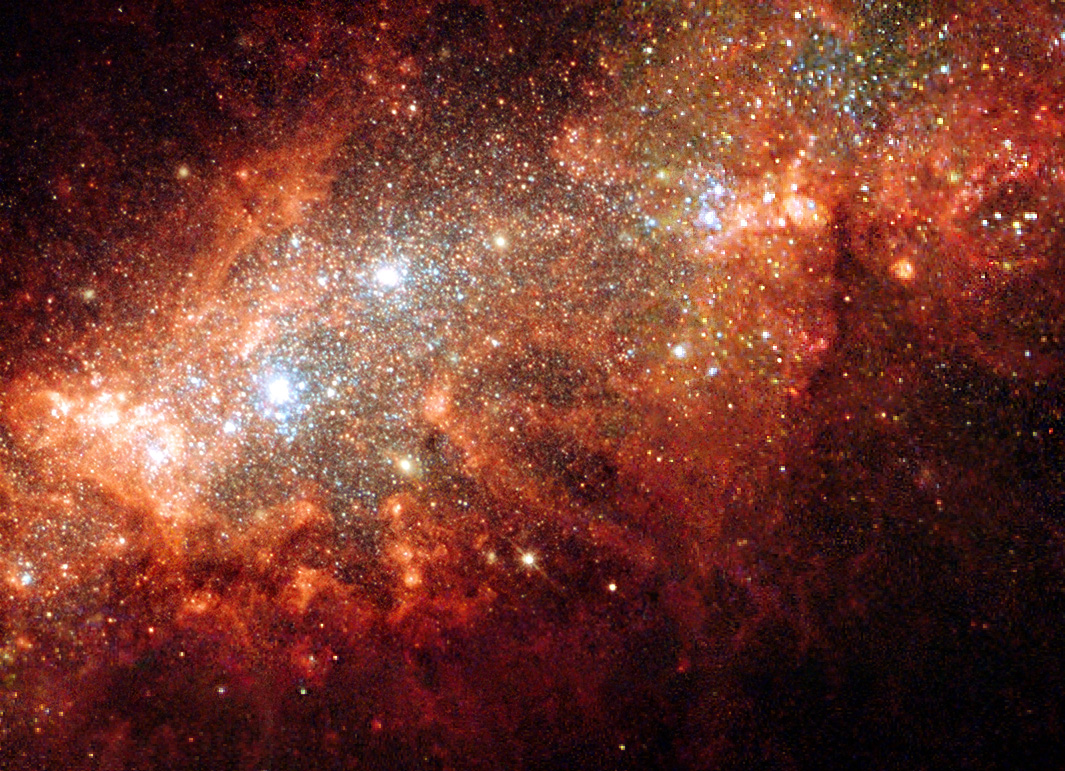
galassia starburst nella regione centrale di una vicina galassia nana, NGC 1569 (Arp 210).

Le galassie in questa categoria hanno strutture irregolari, notevoli linee di polveri (assorbimento) o un aspetto granulare (definizione). In questo gruppo sono contenuti un misto di galassie interagenti distorte dalla gravità, galassie nani irregolari vicine e galassie a spirale con un'insolita abbondanza di gas.
| Numero Arp | Nome     | Note                           |
| ---------- | -------- | ------------------------------ |
| 209        | NGC 6052 | coppia di galassie interagenti |
| 210        | NGC 1569 | galassia nana                  |
| 211        | UGCA 290 | galassie nane interagenti      |
| 212        | NGC 7625 | galassia a spirale peculiare   |
| 213        | IC 356   | galassia a spirale peculiare   |
| 214        | NGC 3718 | galassia a spirale peculiare   |

#### Galassie con loop adiacenti

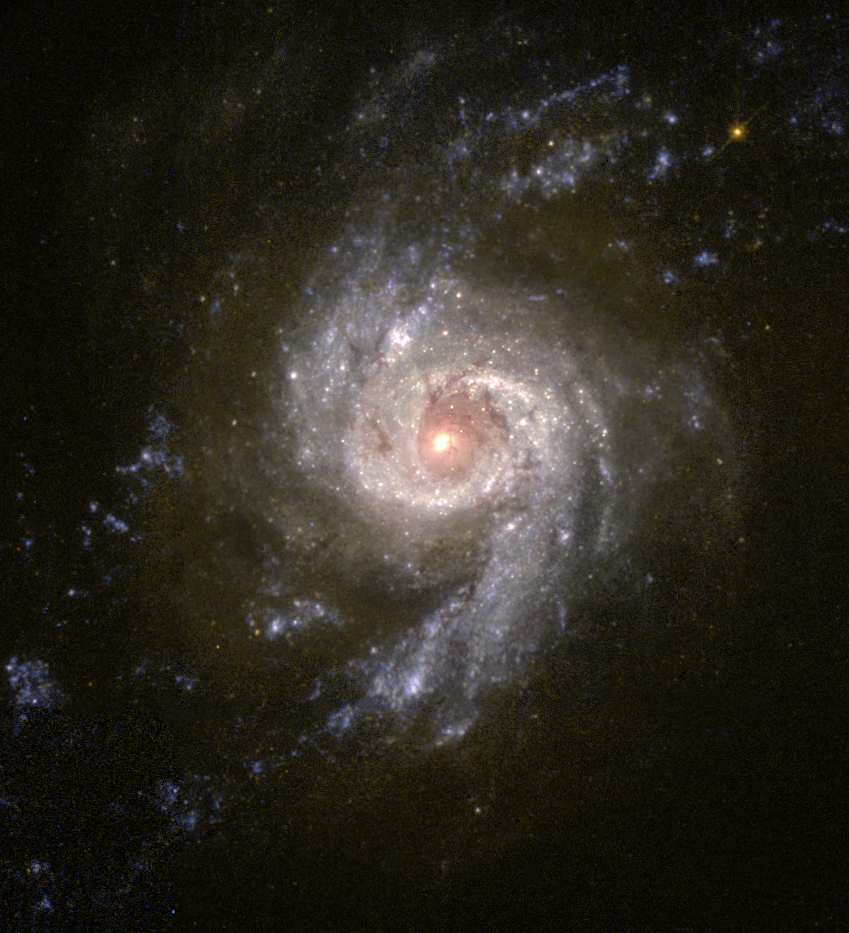
La galassia a spirale NGC 3310 (Arp 217)

Questi loop sono un altro tipo di struttura che si forma a causa delle interazioni gravitazionali tra galassie. Alcune di queste sono galassie che hanno quasi terminato il processo di fusione e i loop sono semplici residui. Tra gli oggetti di questo gruppo c'è Arp 220, una delle galassie ultra-brillanti all'infrarosso maggiormente studiate del cielo.
| Numero Arp | Nome               | Note                                                        |
| ---------- | ------------------ | ----------------------------------------------------------- |
| 215        | NGC 2782           | galassia a spirale peculiare                                |
| 216        | NGC 7679, NGC 7682 | coppia di galassie interagenti                              |
| 217        | NGC 3310           | galassia sturbust; residuo di fusione                       |
| 218        | Arp 218            | coppia di galassie interagenti                              |
| 219        | UGC 2812           | galassia interagente                                        |
| 220        | Arp 220            | residuo di fusione; galassia ultra-brillante all'infrarosso |

#### Galassie con bracci amorfi

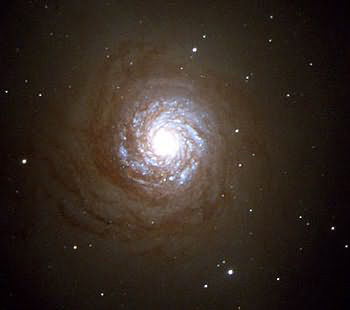
Galassia a spirale NGC 7252 (Arp 226)

Molte di queste galassie sono un residuo della fusione di galassie. I "bracci amorfi" sono detriti mareali rimasti dopo la collisione.
| Numero Arp | Nome     | Note                   |
| ---------- | -------- | ---------------------- |
| 221        | Arp 221  | 3 galassie interagenti |
| 222        | NGC 7727 | residuo di fusione     |
| 223        | NGC 7585 |                        |
| 224        | NGC 3921 | residuo di fusione     |
| 225        | NGC 2655 |                        |
| 226        | NGC 7252 | residuo di fusione     |

#### Galassie con anelli concentrici
Queste sono galassie con strutture simili a "conchiglie". Alcune di queste sono il risultato di fusioni recenti. In altri casi la struttura potrebbe essere il disco esterno di una galassia S0. In altri casi più complicati la galassia con gli anelli è una galassia SO che interagisce con un'altra galassia.
| Numero Arp | Nome             | Note                                                   |
| ---------- | ---------------- | ------------------------------------------------------ |
| 227        | NGC 470, NGC 474 | coppia di galassie interagenti con una galassia S0     |
| 228        | IC 162           | galassia SO                                            |
| 229        | NGC 507, NGC 508 | coppia di galassie interagenti, una S0 e una ellittica |
| 230        | IC 51            | galassia SO peculiare; possibile residuo di fusione    |
| 231        | IC 1575          |                                                        |
| 232        | NGC 2911         | galassia SO peculiare                                  |

#### Galassie con aspetto di scissione

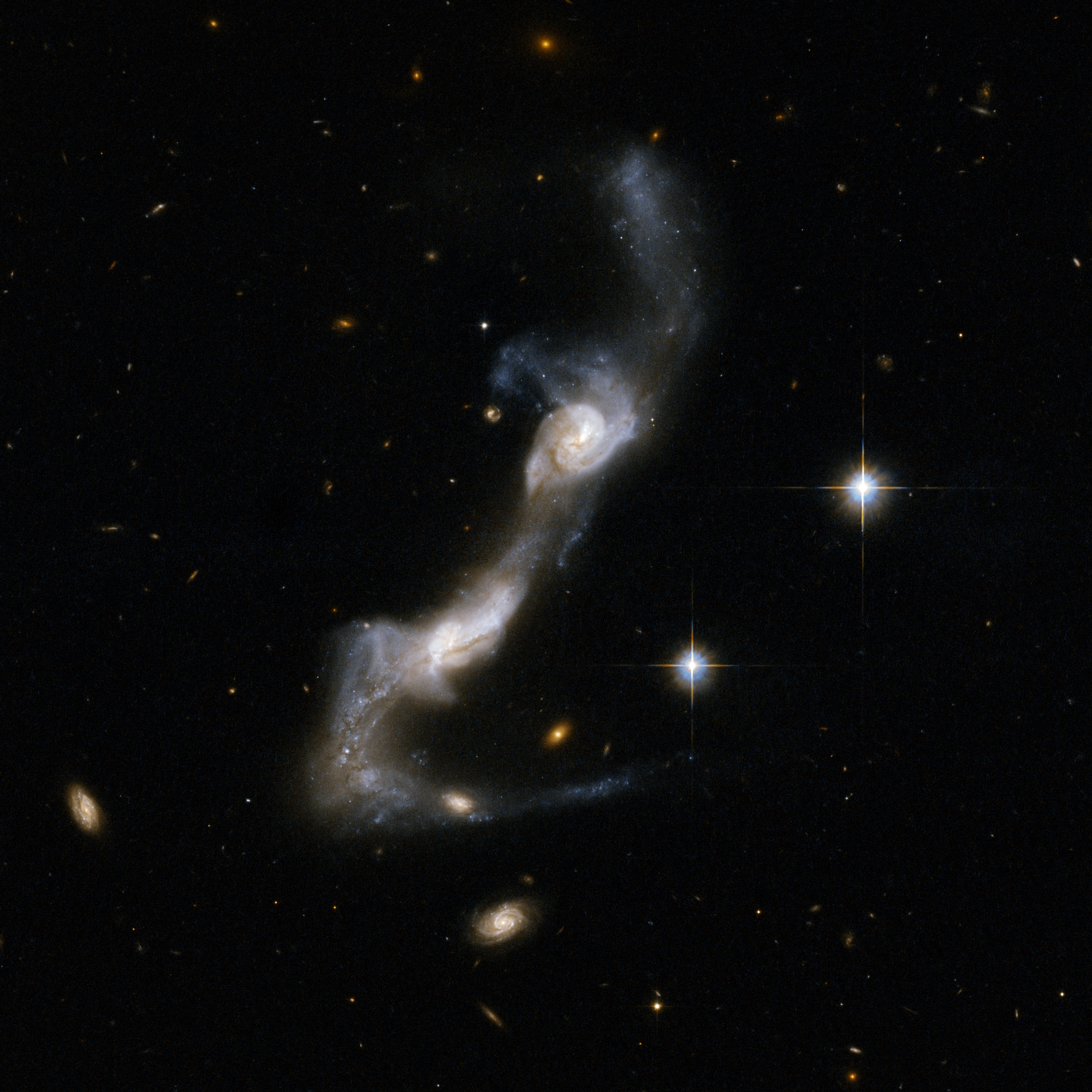
Galassie interagenti: Arp 238 (UGC 8335).

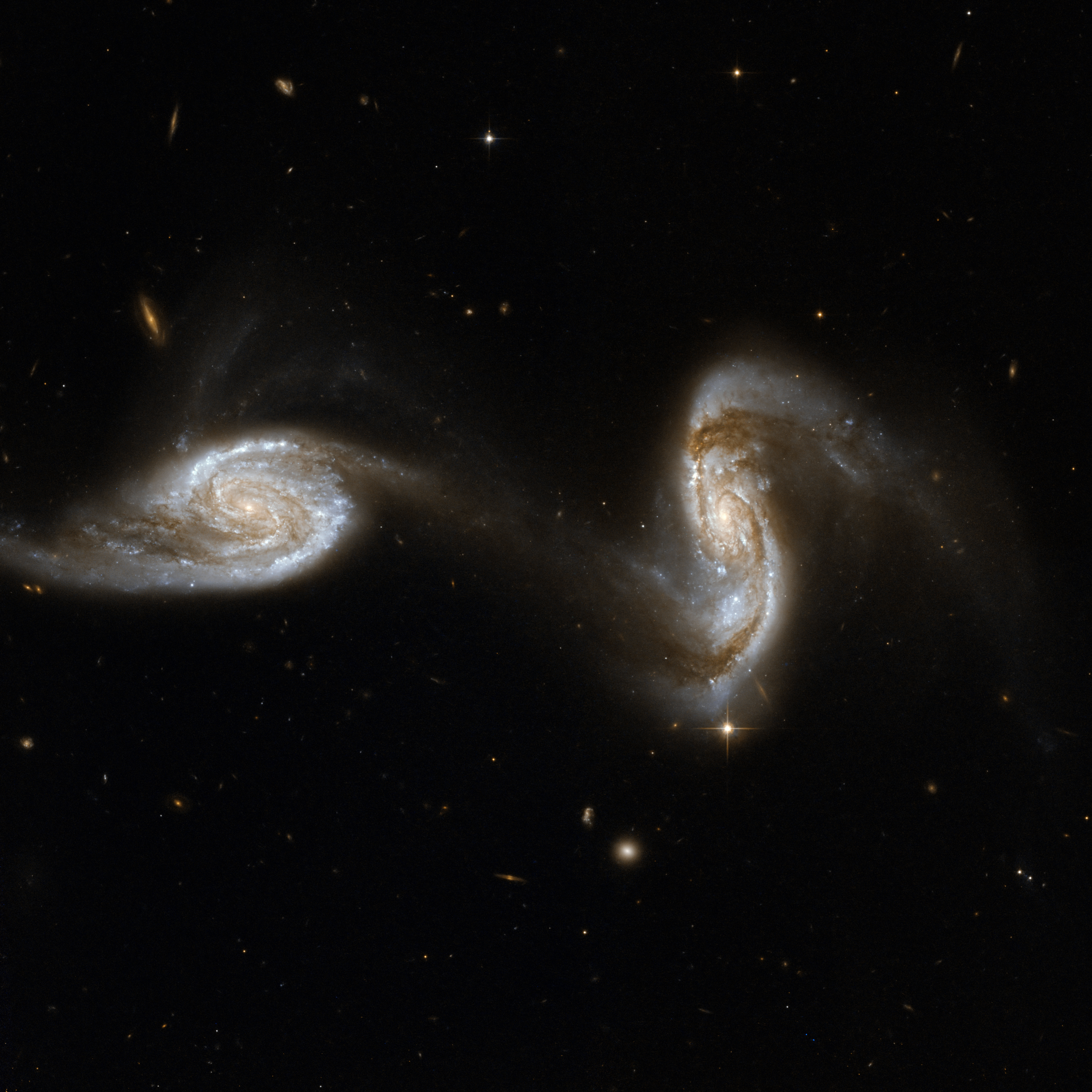
NGC 5257 e NGC 5258 (Arp 240), Galassie interagenti

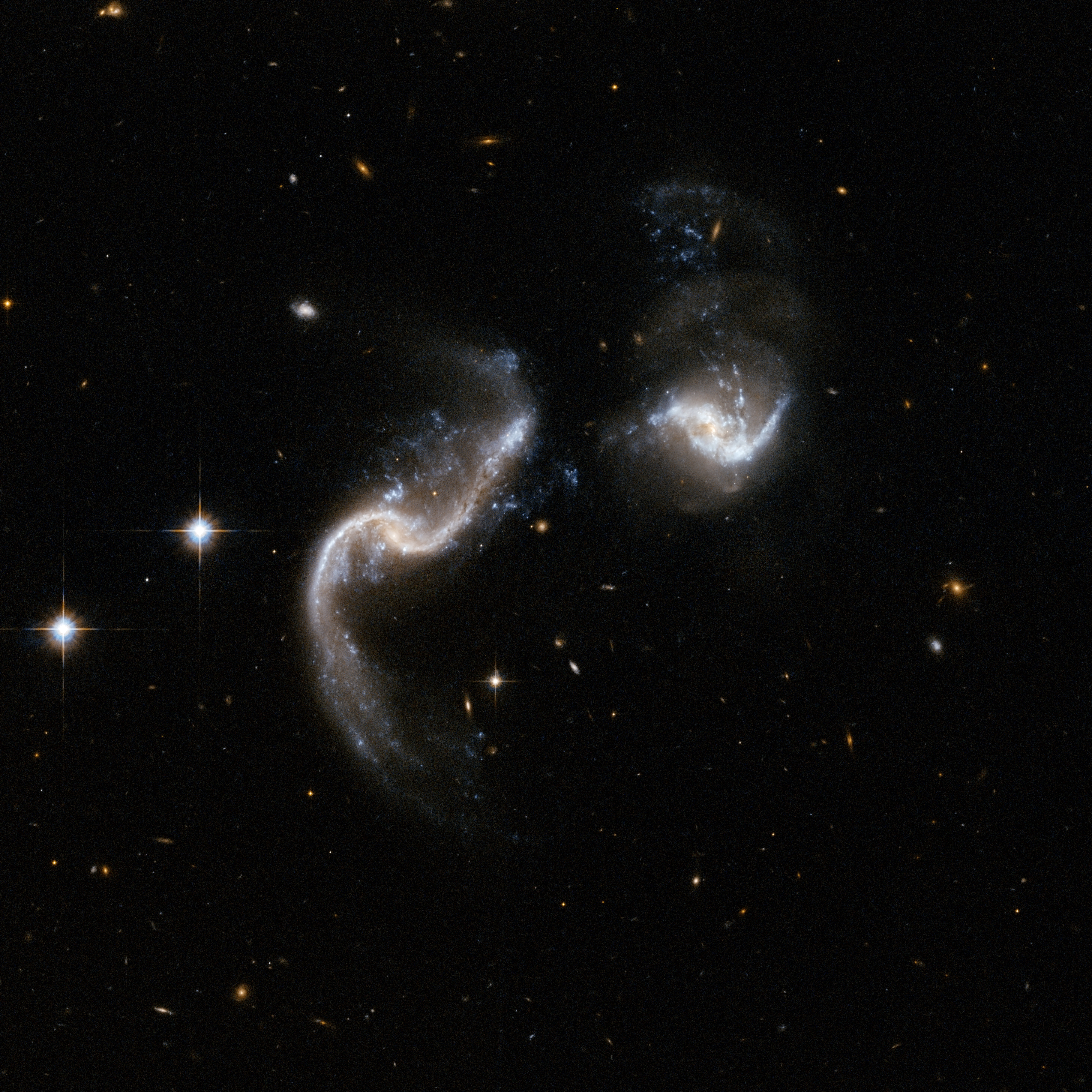
Arp 256, galassie a spirale nelle prime fasi della loro fusione.

Sebbene la descrizione di questa categoria suggerisce che le galassie si stiano separando, la maggior parte di queste si sta invece fondendo. Molti di questi oggetti hanno code e ponti molto pronunciati causati dalle interazioni gravitazionali.

La maggior parte delle galassie in questo gruppo sono nelle prime fasi della loro fusione, hanno ancora nuclei e dischi distinti, sebbene questi ultimi distorti. Le più degne di nota sono le galassie Antenne (NGC 4038 e NGC 4039, Arp 244) e le Galassie Topo (NGC 4676, Arp 242).
Comunque non tutti gli oggetti di questo gruppo sono interagenti, una piccola parte sono semplicemente galassie nane con struttura irregolare.
| Numero Arp | Nome                                  | Note                           |
| ---------- | ------------------------------------- | ------------------------------ |
| 233        | UGC 5720                              | galassia nana                  |
| 234        | NGC 3738                              | galassia nana                  |
| 235        | NGC 14                                | galassia nana                  |
| 236        | IC 1623                               | coppia di galassie interagenti |
| 237        | UGC 5044                              | coppia di galassie interagenti |
| 238        | UGC 8335                              | coppia di galassie interagenti |
| 239        | NGC 5278, NGC 5279                    | coppia di galassie interagenti |
| 240        | NGC 5257, NGC 5258                    | coppia di galassie interagenti |
| 241        | UGC 9425                              | coppia di galassie interagenti |
| 242        | Galassie Topo (NGC 4676)              | coppia di galassie interagenti |
| 243        | NGC 2623                              | 3 galassie interagenti         |
| 244        | Galassie Antenne (NGC 4038, NGC 4039) | coppia di galassie interagenti |
| 245        | NGC 2992, NGC 2993                    | coppia di galassie interagenti |
| 246        | NGC 7837, NGC 7838                    | coppia di galassie interagenti |
| 247        | UGC 4383                              | coppia di galassie interagenti |
| 248        | Arp 248                               | 3 galassie interagenti         |
| 249        | UGC 12891                             | coppia di galassie interagenti |
| 250        | Arp 250                               |                                |
| 251        | Arp 251                               | 3 galassie interagenti         |
| 252        | Arp 252                               | coppia di galassie interagenti |
| 253        | UGCA 173, UGCA 174                    | coppia di galassie interagenti |
| 254        | NGC 5917                              | galassia a spirale peculiare   |
| 255        | UGC 5304                              | coppia di galassie interagenti |
| 256        | Arp 256                               | coppia di galassie interagenti |

#### Galassie con pezzi irregolari

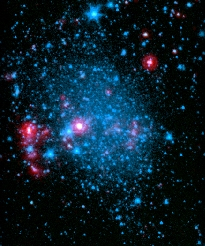
Holmberg II/UGC 4305, galassia nana (Arp 268)

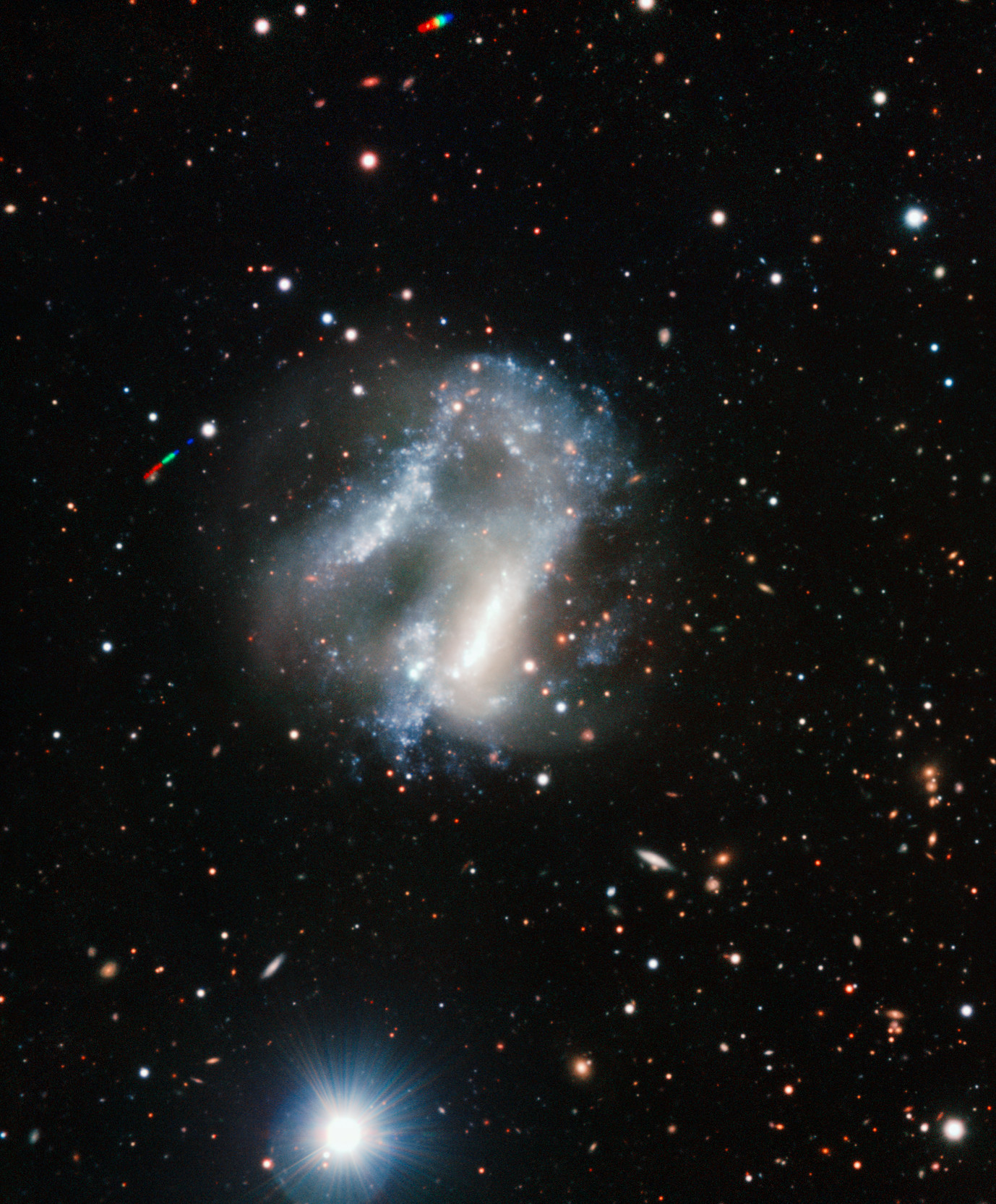
coppia di galassie interagenti Arp 261.

Questi oggetti sembrano serie di pezzi irregolari senza una struttura coerente. Molti di questi oggetti sono semplici galassie nane. Alcune sono galassie interagenti, altre piccoli gruppi di galassie. In entrambi i casi le galassie costituenti sono galassie irregolari. La sovrapposizione di due o più di queste galassie irregolari può facilmente essere confusa per una grande galassia irregolare, ragione per cui nel catalogo di Arp, e anche in altri cataloghi, sono spesso classificate come singoli oggetti.
| Numero Arp | Nome        | Note                           |
| ---------- | ----------- | ------------------------------ |
| 257        | UGC 4836    | coppia di galassie interagenti |
| 258        | UGC 2140    | gruppo di galassie             |
| 259        | NGC 1741    | gruppo di galassie             |
| 260        | UGC 7230    | coppia di galassie interagenti |
| 261        | Arp 261     | gruppo di galassie             |
| 262        | Arp 262     | coppia di galassie interagenti |
| 263        | NGC 3239    | galassia nana                  |
| 264        | NGC 3104    | galassia nana                  |
| 265        | IC 3862     | coppia di galassie interagenti |
| 266        | NGC 4861    | galassia nana                  |
| 267        | UGC 5746    | galassia nana                  |
| 268        | Holmberg II | galassia nana                  |

### Galassie doppie e multiple
Originariamente Arp chiamava questi oggetti "galassie doppie", ma molte di queste sono gruppi più numerosi.
Alcune sono galassie interagenti, mentre altri sono gruppi di galassie. La differenza è che le interagenti appaiono distorte, mentre i gruppi sono solamente legati gravitazionalmente tra loro, ma non necessariamente abbastanza vicini da indurre cambiamenti sostanziosi nella struttura.

#### Galassie con bracci connessi

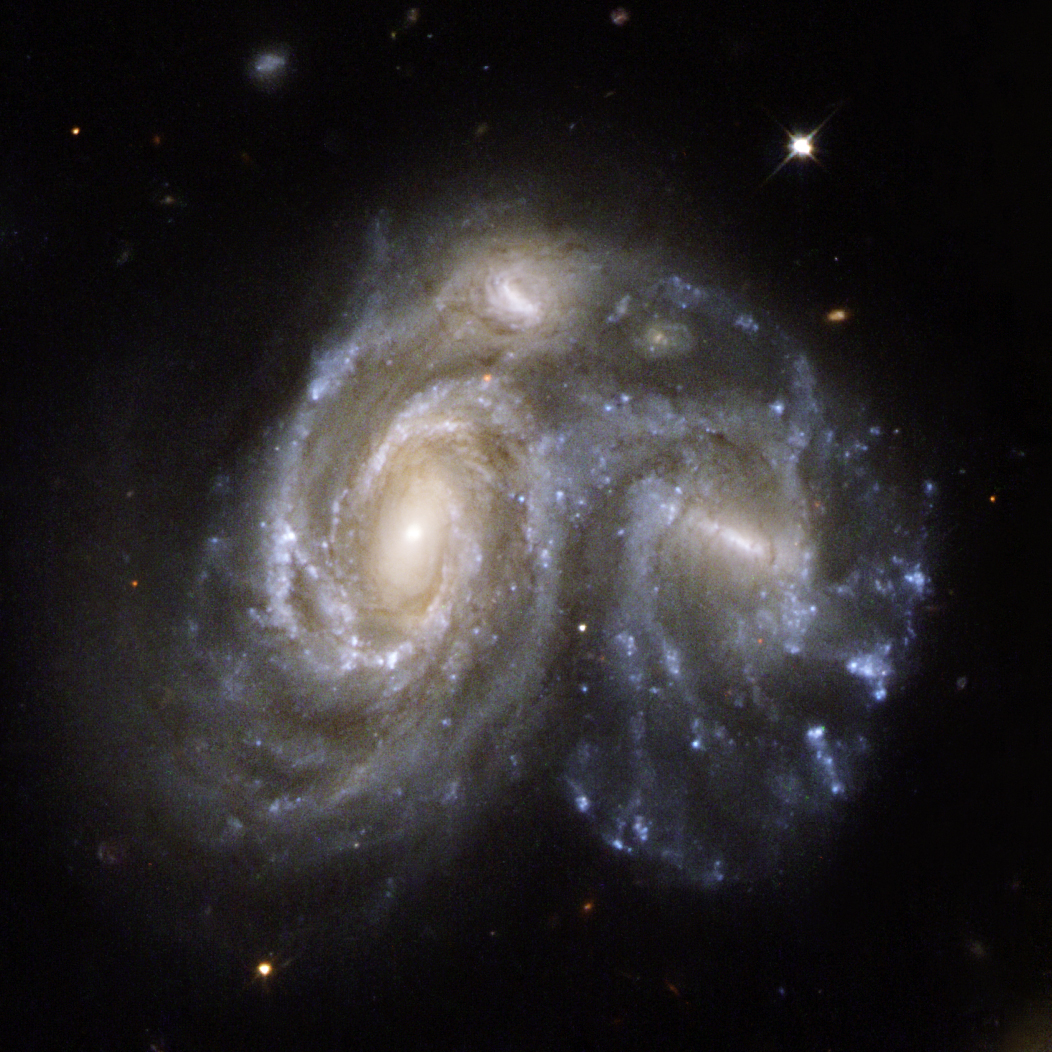
Arp 272: NGC 6050 e IC 1179, galassie a spirale interagenti.

Questo gruppo comprende tutte coppie di galassie interagenti ad eccezione di NGC 5679 (Arp 274), che potrebbe essere un gruppo di tre galassie interagenti.
I bracci connessi della descrizione sono ponti mareali causati dalle interazioni gravitazionali, queste strutture si formano durante le prime fasi della fusione.
| Numero Arp | Nome               | Note                           |
| ---------- | ------------------ | ------------------------------ |
| 269        | NGC 4485, NGC 4490 | coppia di galassie interagenti |
| 270        | NGC 3395, NGC 3396 | coppia di galassie interagenti |
| 271        | NGC 5426, NGC 5427 | coppia di galassie interagenti |
| 272        | NGC 6050, IC 1179  | coppia di galassie interagenti |
| 273        | UGC 1810, UGC 1813 | coppia di galassie interagenti |
| 274        | NGC 5679           | 3 galassie interagenti         |

#### Galassie interagenti
La differenza tra queste galassie e quelle del gruppo "galassie amorfe" sta nel fatto che gli oggetti componenti sono ancora distinguibili tra di loro.
| Numero Arp | Nome                | Note                           |
| ---------- | ------------------- | ------------------------------ |
| 275        | NGC 2881            | coppia di galassie interagenti |
| 276        | NGC 935, IC 1801    | coppia di galassie interagenti |
| 277        | NGC 4809, NGC 4810  | coppia di galassie interagenti |
| 278        | NGC 7253            | coppia di galassie interagenti |
| 279        | NGC 1253, NGC 1253A | coppia di galassie interagenti |
| 280        | NGC 3769, NGC 3769A | coppia di galassie interagenti |

#### Galassie con caduta verso l'interno

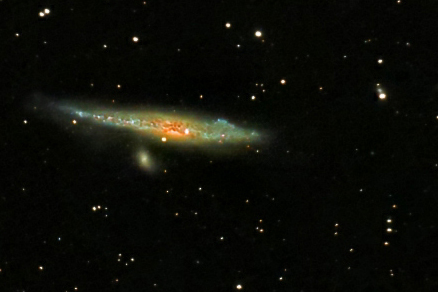
la galassia NGC 4631 vista di taglio e la galassia nana ellittica NGC 4627 (sotto), formano l'oggetto Arp 281

Questa categoria contiene una strana miscela di oggetti. Due sono galassie viste di taglio con compagne più piccole nelle vicinanze. In due casi sono oggetti connessi da ponti. Gli ultimi due potrebbero interagire tra loro a lunga distanza.
| Numero Arp | Nome                         | Note                                               |
| ---------- | ---------------------------- | -------------------------------------------------- |
| 281        | NGC 4627, NGC 4631           | galassia a spirale con una compagna nana ellittica |
| 282        | NGC 169, NGC 169A            | galassia a spirale con compagna più piccola        |
| 283        | NGC 2798, NGC 2799           | coppia di galassie interagenti                     |
| 284        | NGC 7714, NGC 7715           | coppia di galassie interagenti                     |
| 285        | NGC 2854, NGC 2856           | coppia di galassie                                 |
| 286        | NGC 5560, NGC 5566, NGC 5569 | 3 galassie interagenti                             |

#### Galassie con effetto vento
Sebbene incluse nella categoria delle galassie doppie, molti di questi oggetti sono galassie singole. L'"effetto vento" si riferisce al loro aspetto, non alla reale misurazione della velocità dei gas.

In qualche caso il loro aspetto può essere il risultato di interazioni. In altri casi, come NGC 3981 (Arp 289), la debole ed estesa emissione può essere il risultato della natura intrinseca della galassia..
| Numero Arp | Nome                | Note                           |
| ---------- | ------------------- | ------------------------------ |
| 287        | NGC 2735, NGC 2735A | Coppia di galassie             |
| 288        | NGC 5221, NGC 5222  | 3 galassie                     |
| 289        | NGC 3981            | galassia a spirale peculiare   |
| 290        | IC 195, IC 196      | coppia di galassie interagenti |
| 291        | UGC 5832            | galassia irregolare            |
| 292        | IC 575              | galassia a spirale peculiare   |
| 293        | NGC 6285, NGC 6286  | coppia di galassie interagenti |

#### Galassie doppie o multiple con lunghi filamenti

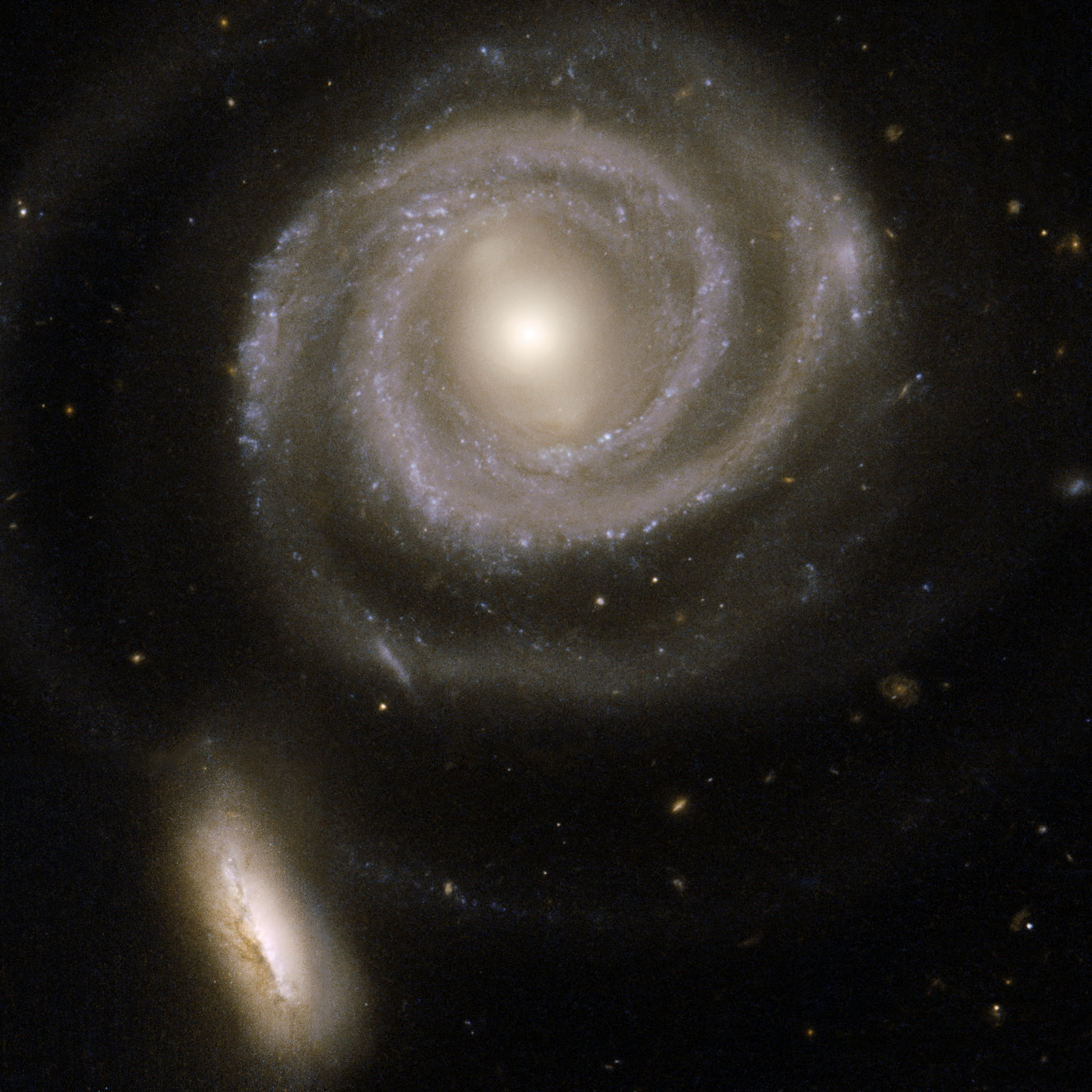
Arp 297: la galassia a spirale (NGC 5754) e la galassia irregolare (NGC 5752)

I lunghi filamenti in questi sistemi sono probabilmente code mareali o ponti prodotti dall'interazione gravitazionale delle galassie.
| Numero Arp | Nome               | Note                                                      |
| ---------- | ------------------ | --------------------------------------------------------- |
| 294        | NGC 3786, NGC 3788 | coppia di galassie interagenti                            |
| 295        | Arp 295            | coppia di galassie interagenti                            |
| 296        | Arp 296            |                                                           |
| 297        | Arp 297            | galassie interagenti all'interno di un gruppo di galassie |

#### Oggetti non classificati

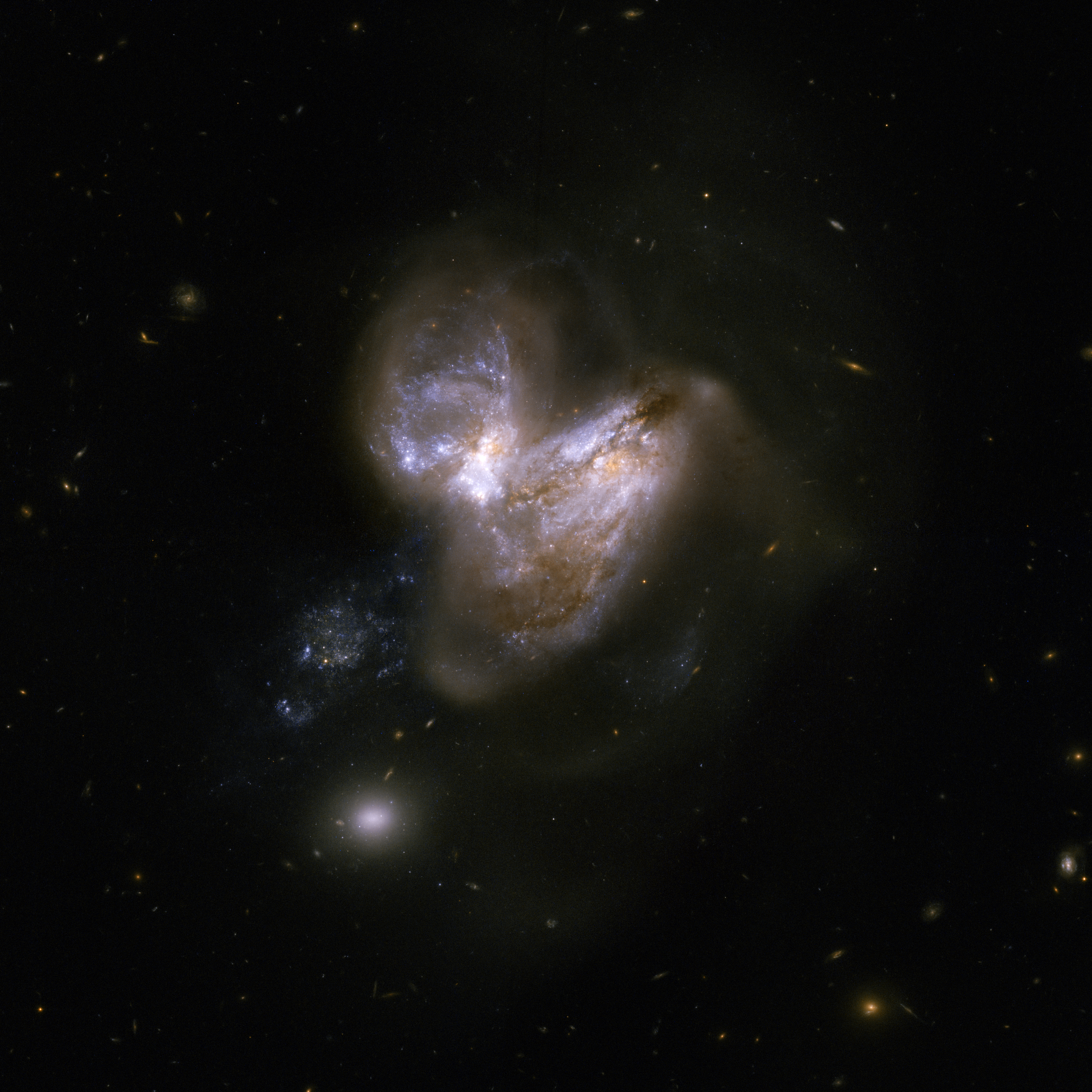
IC 694 e NGC 3690 (Arp 299), coppia di galassie interagenti

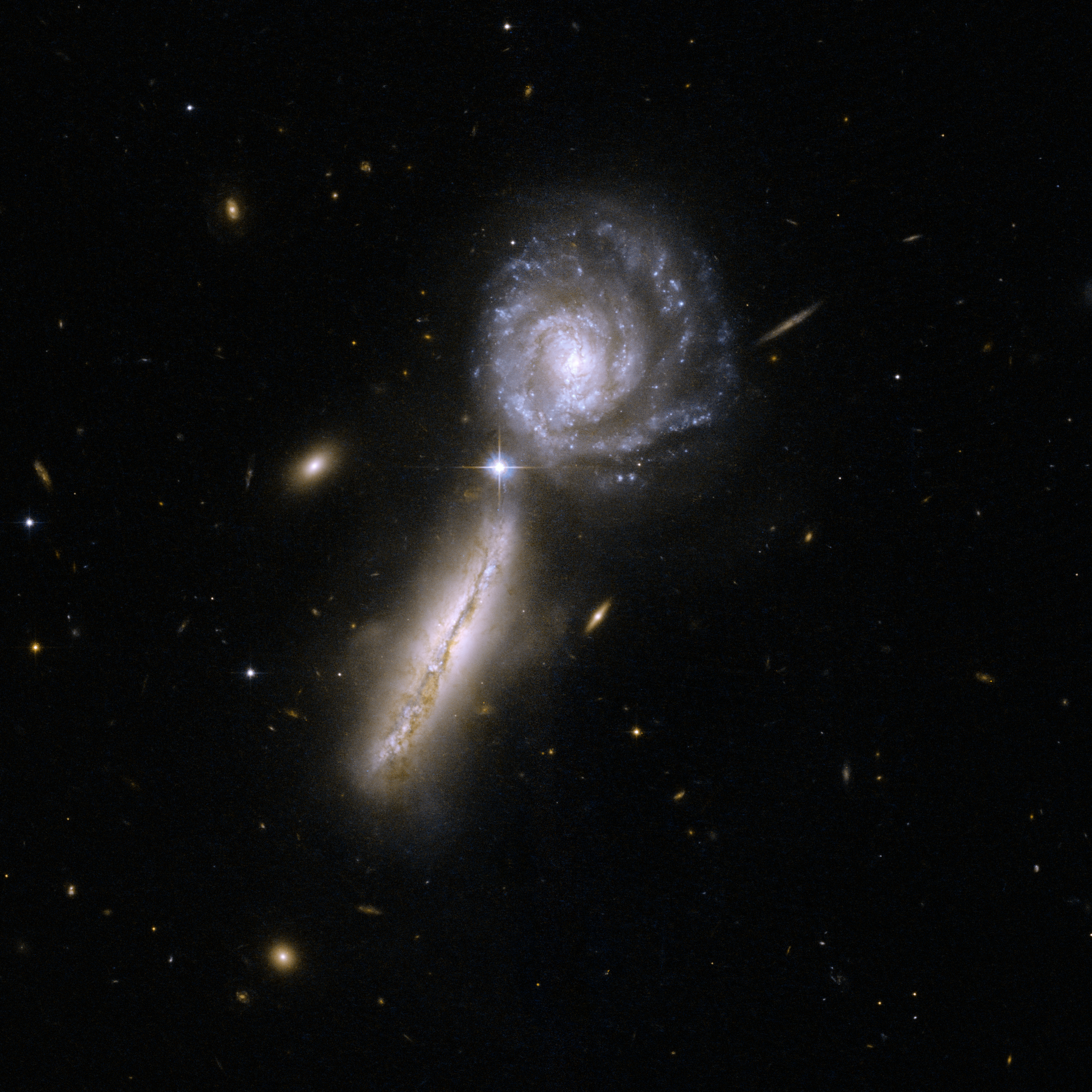
UGC 9618 (Arp 302), coppia formata da una galassia vista di taglio e una di faccia.

Arp non ha fornito una sottoclassificazione per gli oggetti dal 298 al 310 del suo atlante. Sono per la maggior parte coppie di galassie interagenti.
| Numero Arp | Nome               | note                                        |
| ---------- | ------------------ | ------------------------------------------- |
| 298        | NGC 7469, IC 5283  | coppia di galassie                          |
| 299        | Arp 299            | 3 galassie                                  |
| 300        | Arp 300            | gruppo di galassie                          |
| 301        | UGC 6204, UGC 6207 | coppia di galassie                          |
| 302        | UGC 9618           | coppia di galassie                          |
| 303        | IC 563, IC 564     | coppia di galassie                          |
| 304        | NGC 1241, NGC 1242 | coppia di galassie                          |
| 305        | NGC 4016, NGC 4017 | coppia di galassie                          |
| 306        | Arp 306            | gruppo di galassie con 2 coppie di galassie |
| 307        | NGC 2872, NGC 2874 | coppia di galassie                          |
| 308        | NGC 545, NGC 547   | coppia di galassie                          |
| 309        | NGC 942, NGC 943   | coppia di galassie                          |
| 310        | IC 1259            | coppia di galassie                          |

#### Gruppi di galassie
| Numero Arp | Nome                                             | Note |
| ---------- | ------------------------------------------------ | ---- |
| 311        | IC 1258 e compagne                               |      |
| 312        | MCG +08-31-004                                   |      |
| 313        | NGC 3994 + NGC 3995                              |      |
| 314        | MCG -03-58-009 + MCG -03-58-010 + MCG -03-58-011 |      |
| 315        | NGC 2830 + NGC 2831 + NGC 2832                   |      |
| 316        | NGC 3193                                         |      |
| 317        | Tripletto del Leone                              |      |
| 318        | NGC 833 e compagne                               |      |
| 319        | Quintetto di Stephan                             |      |
| 320        | Settetto di Copeland                             |      |
| 321        | Hickson 40 A-E                                   |      |

#### Catene di galassie
| Numero Arp | Nome                            | Note |
| ---------- | ------------------------------- | ---- |
| 322        | UGC 6527                        |      |
| 323        | Hickson 98 A-D                  |      |
| 324        | UGC 10143                       |      |
| 325        | ESO601-G018A+B e MCG -04-52-014 |      |
| 326        | UGC 8610                        |      |
| 327        | NGC 1875; Hickson 34 A-D        |      |
| 328        | UGC 9532; Hickson 72            |      |
| 329        | UGC 6514                        |      |
| 330        | I Zw 167; MCG +09-27-094        |      |
| 331        | NGC 379 e compagne              |      |
| 332        | NGC 1228                        |      |

### Varie
| Numero Arp | Nome        | Note |
| ---------- | ----------- | ---- |
| 333        | NGC 1024    |      |
| 334        | UGC 8498    |      |
| 335        | NGC 3509    |      |
| 336        | NGC 2685    |      |
| 337        | M82         |      |
| 338        | PGC 3094767 |      |